# Portrait
Pour les articles homonymes, voir Portrait (homonymie).

La Joconde, célèbre portrait en buste de Mona Lisa par Léonard de Vinci.

Le portrait est un genre graphique dont le but est de représenter, de façon ressemblante ou non, un modèle humain. Il s'applique d'abord à la peinture, puis à la sculpture dès l'époque classique. On applique plus rarement le terme à la représentation des animaux bien qu'ils puissent apparaître dans les portraits. Ils n'y ont cependant qu'un statut accessoire, comme dans le portrait équestre. Lorsque le modèle du portrait est le peintre lui-même, on parle alors d'autoportrait. Par métaphore, on parle également de portrait littéraire, musical, cinématographique, radiophonique ou télévisuel.
Un portrait représente le plus souvent un seul modèle. Les portraits qui représentent plusieurs personnes sont appelés « portraits de groupe », lesquels se subdivisent en plusieurs genres spécifiques dont le portrait de famille.
Au-delà de la volonté de « rendre les absents présents », le portrait témoigne d'un intérêt pour l'individuel et le singulier, à l'opposé, par exemple, de l'allégorie ou de la scène de genre dont le sujet est général. À ce titre, c'est un genre inégalement valorisé selon les époques. L'Antiquité voit apparaître les premiers portraits, par opposition aux représentations génériques ou mythologiques dénuées d'individualité qui existaient déjà auparavant. L'évolution de l'art du portrait a été conditionnée par celle des techniques, du style privilégié ou de son usage.

## Histoire
Dans le mythe de Boutadès rapporté par Pline l'Ancien, le portrait est à l'origine de l'art plastique. C'est dans les écrits de Pline que le portrait hérite de sa fonction première de « rendre les absents présents », ainsi que le formulera Alberti. Il subsiste assez peu de portraits peints de l'Antiquité, à l'exception notable des portraits du Fayoum datant du IIe siècle égyptien.
En Europe, la représentation visant à la ressemblance remonte, pour l'époque moderne, à la peinture flamande et aux primitifs italiens du XVe siècle. Auparavant, on trouve principalement des effigies de profil, comme celles gravées sur les pièces de monnaie. C'est à la Renaissance qu'on exige de l'artiste qui réalise un portrait qu'il reflète la singularité de la personne vivante dans son rapport avec la personne qui le regarde. Les frères de Limbourg et Jan van Eyck représentent ainsi des hommes d'affaires hollandais. Le roi de France Jean II le Bon est le premier à se faire portraiturer. En 1549, le peintre et essayiste portugais Francisco de Holanda écrit ce qui est considéré comme le premier traité sur la peinture de portrait en Europe : Do tirar polo natural.
Au XVIIe siècle, la hiérarchie des genres émise par l'Académie royale de peinture et de sculpture en France place le portrait en deuxième position après la peinture d'histoire. Cela n' empêcha pas beaucoup de grands noms retenus par la postérité de répondre à des commandes de portraits,,.
La Révolution française amène les bourgeois à se faire représenter en portrait.
L'invention de la photographie au milieu du XIXe siècle trouve immédiatement un débouché dans la réalisation de portraits. L'intervention de l'artiste garantit la ressemblance par la mise en scène et la capacité à diriger le sujet, pour qu'il adopte une attitude familière, de nature à le faire reconnaître ; car ce n'est pas parce que le procédé est entièrement physico-chimique que l'image est un portrait, c'est-à-dire évoque la personne représentée. À l'époque, les personnes posant pour un portrait photographique doivent parfois rester une minute devant l'objectif ; c'est moins que les heures de pose pour un peintre, mais plus astreignant, car dans cet intervalle, il faut rester aussi immobile que possible.
Durant le Second Empire, les photos de l'empereur Napoléon III et de l'impératrice Eugénie de Montijo se diffusent grandement.

## Formes et médiums

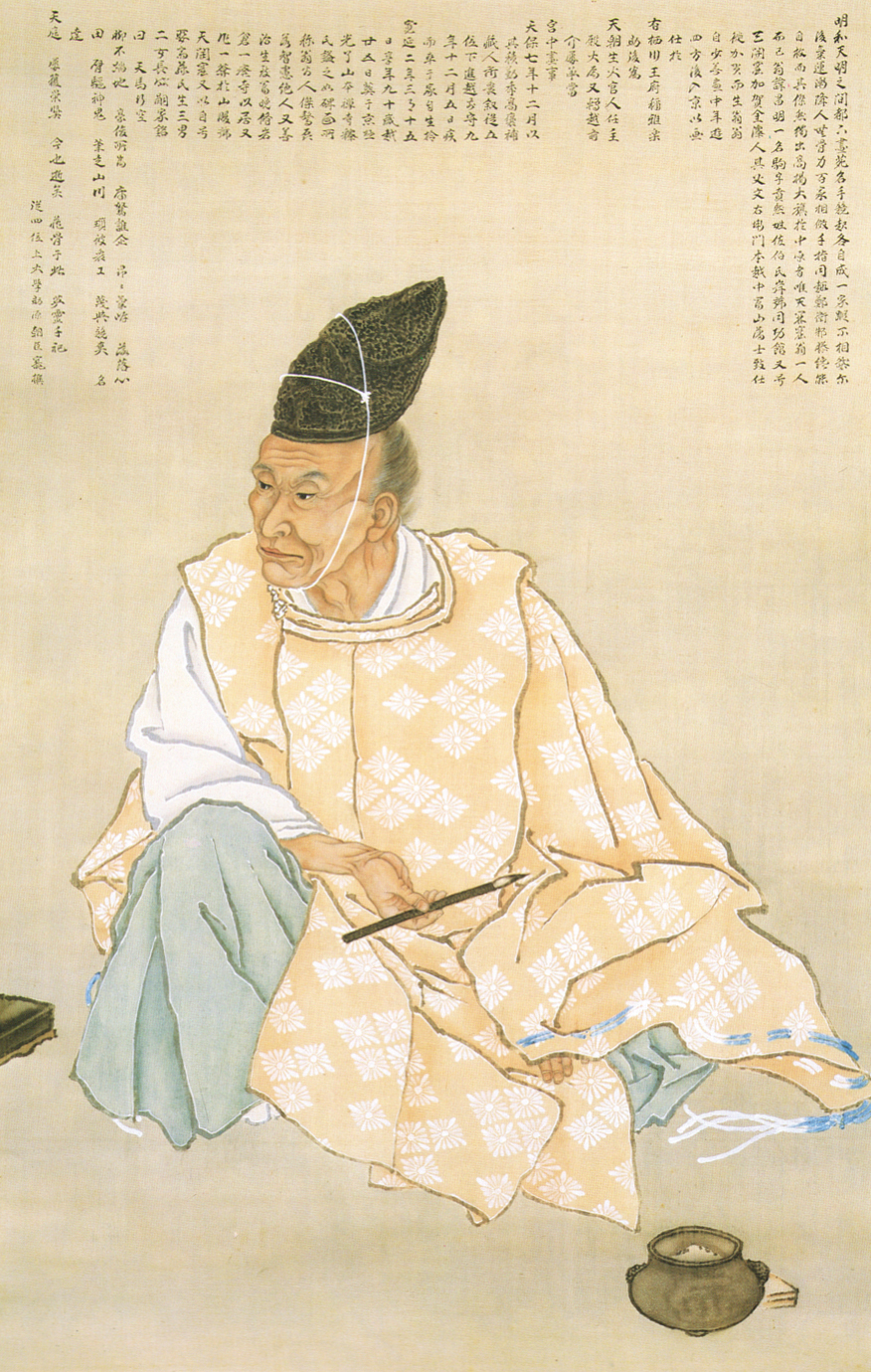
Autoportrait de Ganku (Japon, XIXe siècle).

Les différentes formes du portrait figuré sont :
- le portrait peint : forme la plus couramment rencontrée dans les arts visuels et la plus diffusée. Les plus anciens vestiges de portrait en peinture datent de l'Antiquité romaine. Les techniques employées sont la détrempe au Moyen Âge et au début de la Renaissance, qui fait place à la peinture à l'huile. La gouache et l'aquarelle sont aussi employées. Au XXe siècle apparaît l'acrylique, qui est employée par les peintres figuratifs américains et se généralise à la fin du siècle. Différents supports sont utilisés, comme le bois, la toile ou même l'ivoire pour les portraits en miniature.
- le portrait dessiné : tout aussi ancien que le portrait peint, il se singularise par la grande diversité de ses techniques, qui vont du fusain au crayon, en passant par le lavis d'encre et le pastel, qui constitue une technique intermédiaire entre le dessin et la peinture.
- le portrait gravé : plusieurs artistes comme Dürer et Rembrandt pratiquent la gravure appliquée au portrait. On rencontre toutes les techniques de gravure.
- le portrait sculpté : on n'appelle plus en général ces représentations des portraits, mais plutôt statue, pour les personnages représentés entièrement, statue équestre s'ils sont à cheval, buste, très répandu, pour les représentations du haut du torse et de la tête[16], bas-relief si c'est le cas. La plupart des portraits conservés depuis l'Antiquité sont des sculptures.
- la silhouette : c'est un profil généralement découpé dans une feuille noire, représentant une figure en ombre chinoise. La pratique du portrait en silhouette s'est répandue au XVIIIe siècle.
- le portrait photographique : c'est, depuis le XXe siècle, la forme de portrait la plus courante et la plus diffusée, par l'intermédiaire des médias et de l'impression. Il apparaît au milieu du XIXe siècle et remplace le portrait en miniature. Dans l'histoire de ce médium, plusieurs photographes se sont fait une spécialité du portrait, comme Nadar, Étienne Carjat, August Sander, Yousuf Karsh et, plus récemment, Helmut Newton ou Annie Leibovitz.

## Ressemblance
Au-delà de la représentation de l'apparence d'un être humain, le portrait répond à la volonté de transcrire le caractère d'une personne, sa façon d'être. Le portrait peut révéler également l'image que se fait d'une personne le portraitiste, ou ses sentiments envers elle. Cet aspect peut amener à s'éloigner de l'apparence physique du modèle.

« Au sujet de Berthe Morisot (…) C'est à quoi j'en voulais venir, à ses yeux. Ils étaient presque trop vastes, et si puissamment obscurs que Manet dans plusieurs portraits qu'il fit d'elle, pour en fixer toute la force ténébreuse et magnétique, les a peints noirs au lieu de verdâtres qu'ils étaient. »

On peut utiliser pour cela différentes expressions faciales. Les possibilités pour donner sens à un portrait sont assez variées : jeux de lumière, maquillage, coupe de cheveux, lieu du portrait, matériel utilisé (en peinture notamment), flou ou netteté. En dessin, selon les coups de crayon donnés, le portrait peut paraître doux ou agressif.
Il apparaît donc que les problématiques du portrait vont bien au-delà de celle d'une simple ressemblance avec le modèle. Le Désespéré, réalisé par Gustave Courbet, illustre très bien cette pensée.
Le portrait peut donc constituer la représentation d'une personnalité en plus d'une représentation physique. Et il peut être le témoignage de la représentation que l'on a (ou que l'on veut donner) d'une personne.
Des peintres ont absolument renié la ressemblance. « Henner estimait qu'un portrait était bon quand il était de la bonne peinture. — Vous m'avez fait un portrait admirable, lui disait une dame, mais il n'est peut-être pas très ressemblant. Et Henner de répliquer, superbe de fureur : — La postérité s'en foutra, matame, te fodre ressemplance ! ».
À la même époque, Madame Cavé discute de l'opportunité d'être précis : « la plupart des portraits vous rendent le service de faire remarquer vos imperfections. C'est agréable! payez donc un peintre pour vous trahir ainsi ». Elle conseille donc : « Cherchez toujours le beau en peignant les figures, et ce qu'elles ont de laid deviendra beaucoup moins visible, ou même disparaîtra (…) J'appelle ressemblant le portrait qui plaît à nos amis, sans que nos ennemis puissent dire :  « C'est flatté » ». Constatant la rareté des bons peintres de portrait, selon cette définition, elle compare avec le daguerréotype. « sur cent, il n'y en a pas un de supportable » et conclut « pour faire un portrait il faut être très savant ou très ignorant (…) Un ignorant voit très peu de choses dans une figure. Il voit l'essentiel, c'est-à-dire, outre l'ensemble des traits, cet air du visage qui fait qu'on ne prend pas un individu pour un autre.  (…) les grands talents savent rester naïfs en cherchant la couleur et le dessin :  non-seulement leurs portraits sont ressemblants, mais ce sont des œuvres d'art que la postérité gardera ».

## Types et usages du portrait
La critique d'art peut isoler un cadre dans une peinture de bataille, dans une peinture d'histoire ou une scène de genre et parler de portrait pour cette partie, pour indiquer que le personnage qui s'y trouve représente les traits d'une personne connue, comme l'artiste, un général, le commanditaire de l'œuvre ; on parle alors de « portrait contextuel ».

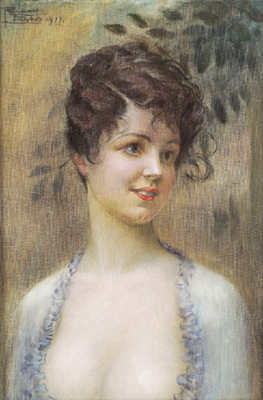
Portrait d'une femme du monde, Rudolf Fuchs, 1917.

Différents types de portraits se retrouvent dans chaque discipline artistique suivant le nombre de personnes : 
- sans autre précision, le portrait est individuel
- de groupe,
- de famille,
- de classe ;

suivant la proportion du corps représentée :
- « en pied » (représentation intégrale du modèle, de la tête aux pieds),
- « à mi-jambe » (représentation du modèle jusqu'au milieu des jambes (jusqu'aux genoux)),
- « à mi-corps » dit aussi « demi-figure » (représentation du modèle jusqu'à la taille ou jusqu'aux hanches),
- « en buste » (jusqu'à la poitrine),
- « tête » ;

suivant l'orientation de la tête de la personne représentée :
- de face,
- de trois-quarts,
- de profil,
- les vues de profil perdu, de dos, ne sont pas généralement considérées comme des portraits, mais on peut trouver l'expression portrait de dos dans la description d'une partie d'une œuvre, quand le personnage dont il est question est identifié ;

suivant la position de la personne :
- debout,
- assis,
- à cheval.

Les portraits se différencient aussi par le fond, qui, selon les époques et les écoles, peut être uni, à peine traversé d'une vague lumière, ou au contraire détaillé, décrivant un intérieur, un paysage, une nature morte, qui viennent compléter les indications sur la position sociale du sujet que donnent toujours ses vêtements.
Un portrait qui accentue les traits caractéristiques d'une personne est une caricature. La caricature, plus que tout autre portrait, vise à la ressemblance ; alors que le portrait commandé par la personne qu'il représente vise à rapprocher son image d'un idéal esthétique, en recherchant les angles favorables à ce projet et en atténuant les traits qui pourraient l'en éloigner, la caricature, à l'inverse, exalte le particulier. Le portrait chargé met en évidence le aspects singuliers et, puisque dans le sentiment esthétique occidental, la question des proportions et de la régularité est importante, il amplifie les anomalies.

### Autoportrait
C'est un portrait de l'artiste fait par lui-même.

### Portrait funéraire

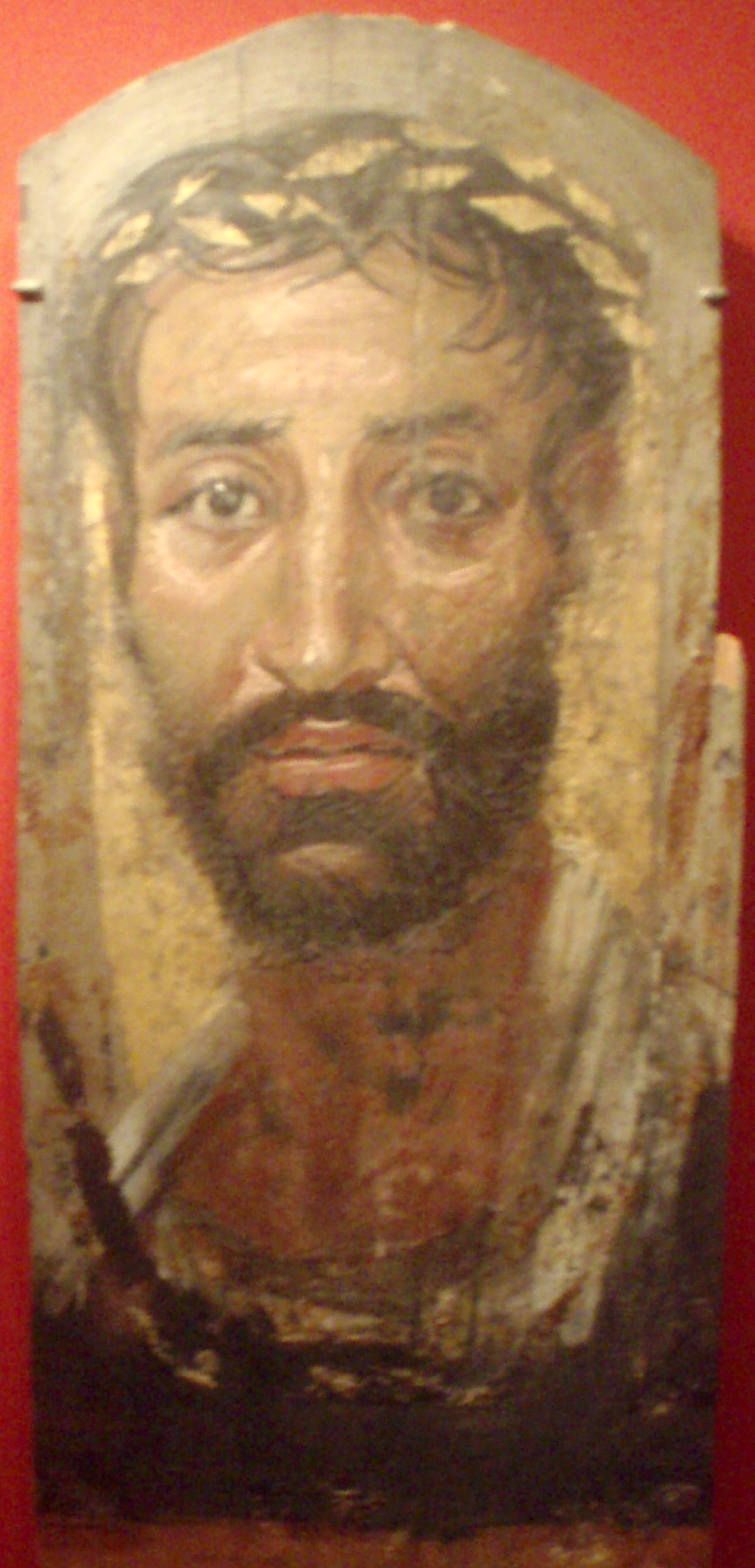
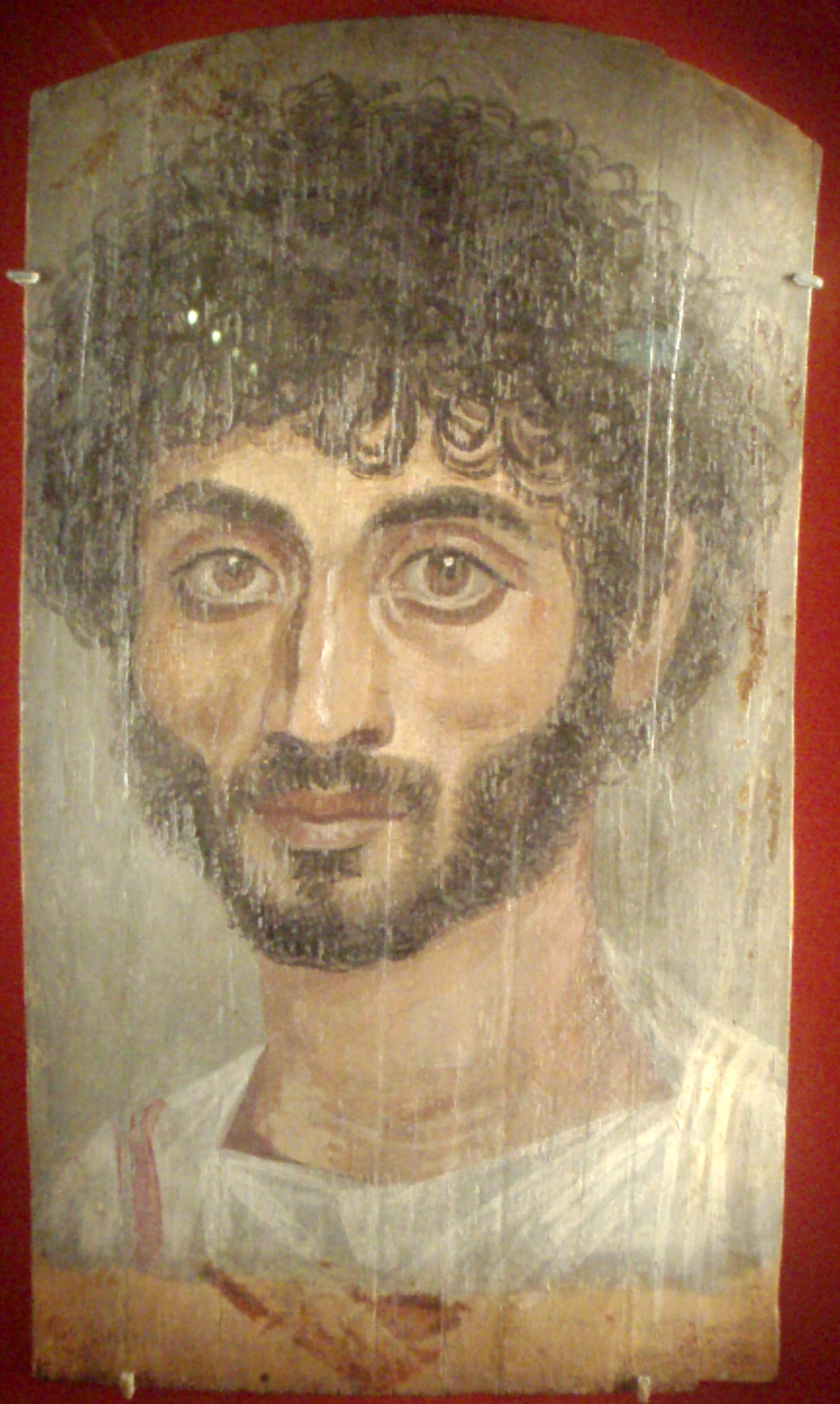
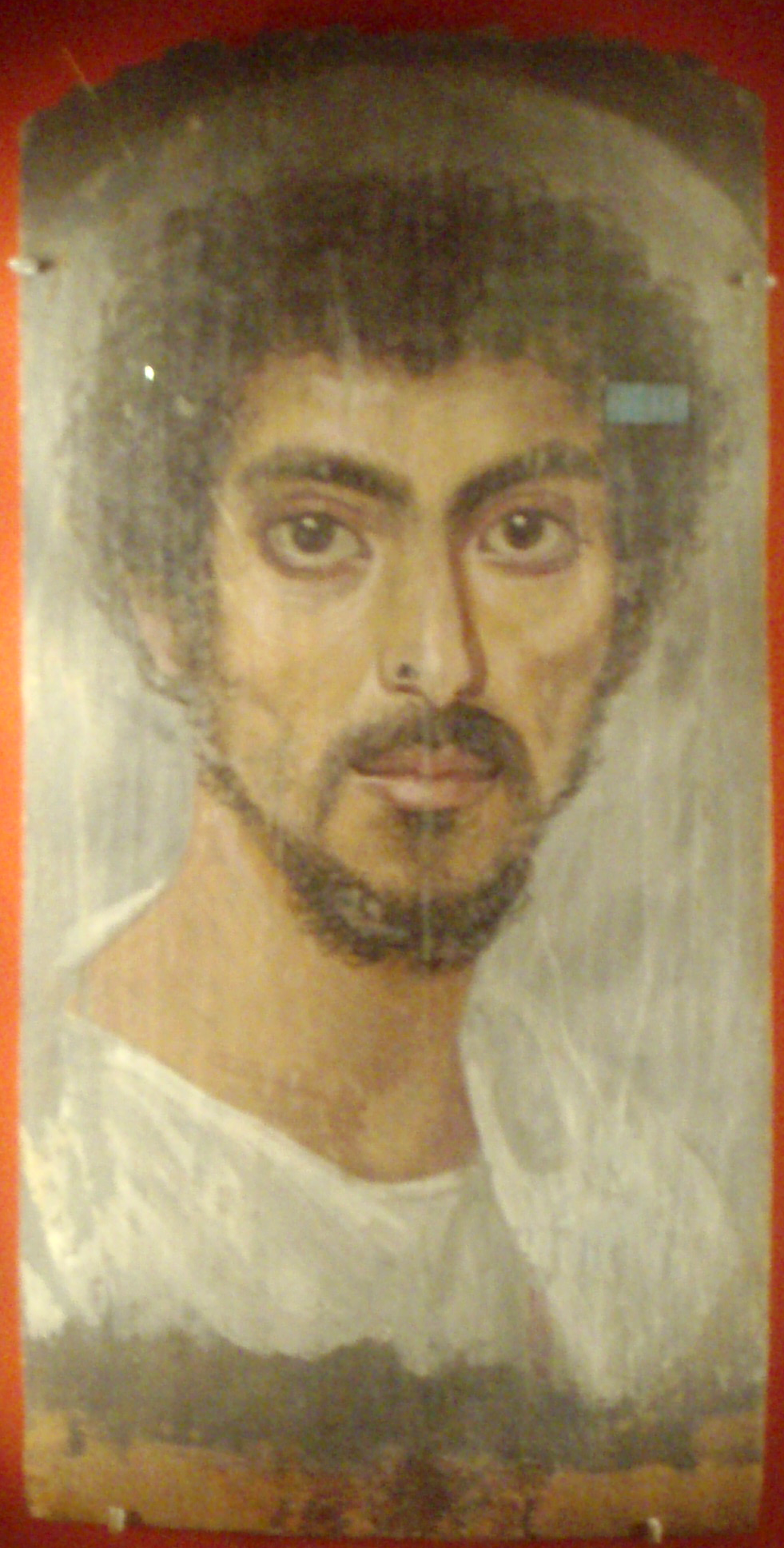

Dans de nombreuses cultures du monde, les activités liées à la mort comprennent des images du défunt, de toutes sortes, d'existence temporaire pour les cérémonies funèbres, ou permanentes sur les sépultures ou au domicile des descendants.
Art coptePeints sur des planchettes intégrées au voile qui entourait le corps du défunt ou sa momie, ces portraits pouvaient rechercher la ressemblance.
Art occidentalLe portrait funéraire, ou portrait mortuaire, découle en Occident de la tradition de vénération du corps du souverain défunt. Grâce à la photographie, cette pratique se démocratisa au XIXe siècle et au XXe siècle[réf. souhaitée].
Sous la République Romaine, l'art du portrait mortuaire se développe chez l'aristocratie qui bénéficie d'un "droit d'image" (ius imaginum). Ce droit leur permet de conserver des effigies de leurs ancêtres les plus prestigieux. Au départ ces effigies, conservées dans l'atrium, se présentent sous la forme de masques de cire moulé à partir du visage du défunt, appelés imago. Par la suite ces effigies prendront la forme de buste, portraits en marbre ou en bronze. Au vu de leur fragilité, l'archéologie n'a pas conservé de traces de ces masques, à l'exception du masque de la jeune Claudia Victoria (10ans) découvert dans sa tombe à Lyon.
Extrême-OrientLa Chine et le Japon connaissent le portrait d'ancêtre[réf. souhaitée].

### Portrait officiel

Portrait officiel de Louis XIV par Hyacinthe Rigaud.

Toute communauté humaine se connaît à travers une série de métaphores dans lesquelles des fonctions sociales se relient à des parties du corps. En particulier, les échelons supérieurs de la hiérarchie politique sont la « tête » ou le « chef », ce qui est la même chose, de l'État. La représentation de la tête de cette tête de l'État vaut allégorie de la collectivité ; aussi dans la plupart des pays, le portrait du chef de l'État apparaît dans tous les bâtiments publics. Les portraits officiels sont largement diffusés. Ils permettent aux particuliers d'afficher leur adhésion à la collectivité et à son mode de gouvernement.
La surabondance de tels portraits, notamment leur présence dans les résidences privées, peut être la marque d'un culte de la personnalité, à l’œuvre dans de nombreux régimes monarchiques ou autoritaires. Dans d'autres cas, c'est le portrait du fondateur du régime qui sert d'emblème après sa mort, tandis que les personnes effectivement responsables restent dans un relatif anonymat.
Sous le règne d'Auguste, le portrait officiel est un élément de la politique impériale. Les effigies de l'empereur sont soumises à une stricte codification iconographique réglant jusqu'à la distribution des mèches sur le front. Sous Caligula, le portrait est un véritable outil de propagande. C'est pourquoi la damnatio memoria de l'empereur s'accompagne de la destruction de ses effigies. Si la noblesse et la sévérité de ces portraits s'accompagne sous le règne de Vespasien d'un retour au réalisme républicain et d'une recherche de virtuosité sous la dynastie des Sévères, la stylisation marque ensuite la statuaire impériale en Orient après la séparation des Empires d'Orient et d'Occident.
L'affermissement des pouvoirs royaux en Europe au XVIe siècle marque le plus grand soin apporté aux effigies du souverain. Les artistes les plus réputés consacrent tous leurs efforts à leur fournir un corps parfaitement apte au pouvoir suprême, fort, déterminé, impassible, muni des accessoires du pouvoir.
Dans la société occidentale moderne on ne conçoit pas de carrière politique sans portrait photographique ou cinématographique (vidéographique). L'opposition préfère la caricature.

### Portrait peint

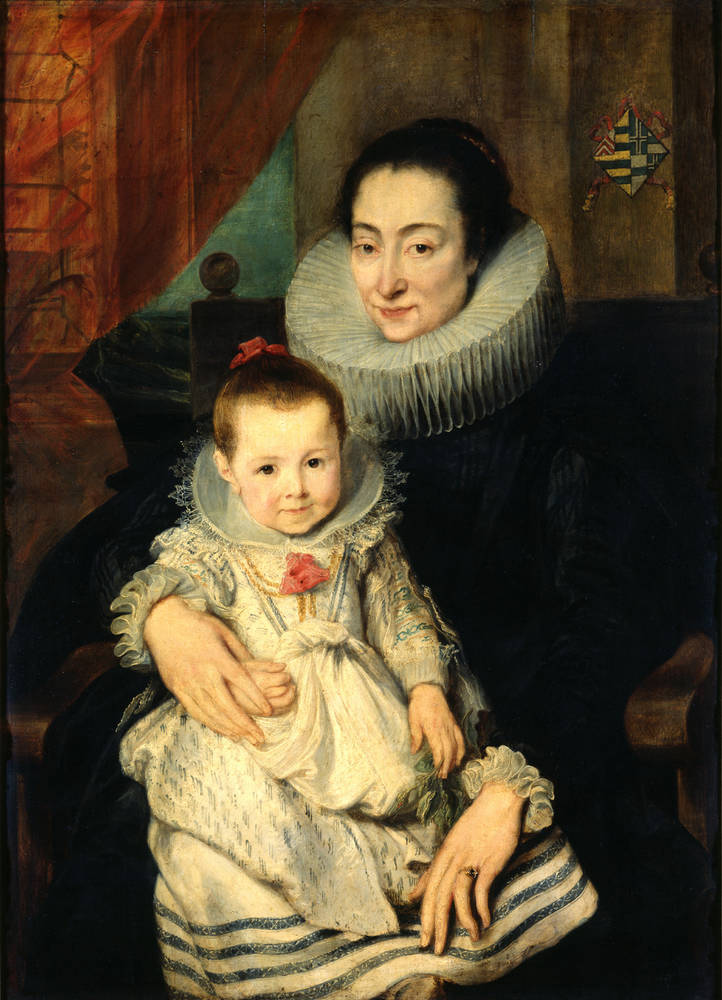
Portrait de Maria Clarisse, épouse de Jan van den Wouver, avec son enfant, par Antoine van Dyck.

Au XVIIe siècle et au XVIIIe siècle, les portraits prirent une importance croissante. Dans une société de plus en plus dominée par une bourgeoisie au centre de puissantes cours, la représentation d’individus luxueusement vêtus à côté de symboles de puissance et de richesse temporelle contribuait de manière efficace à l’affirmation de son autorité. Van Eyck et Rubens excellèrent dans ce genre.
Les artistes manifestent alors un intérêt grandissant pour la compréhension des sentiments humains. En 1727, le libraire Audran publie les conférences de Charles Le Brun à l'Académie sur les passions, accompagnées de ses dessins. Ces études se destinent à la peinture d'histoire ; le portrait recherche plutôt la dignité et la permanence. Diderot explique que le visage porte la marque des sentiments habituels, qui sont l'objet du portrait. Fragonard tente d'échapper au caractère statique en représentant cet auteur la plume à la main, se détournant vers une visite ; cette leçon ne sera pas perdue, et le portrait équestre de Napoléon Bonaparte par Jacques-Louis David le met en scène dans une action symbolique de chef d'armée. Ce sont là cependant des exceptions. Le portrait est généralement posé ; il est le plus souvent grandeur nature et la taille du tableau correspond à la partie représentée et au prix payé : visage, buste, mi-corps, corps entier.
Depuis sa création au XVIIe siècle, l'Académie a considéré le portrait comme un genre inférieur. Les impressionnistes tels que Monet, Degas ou Renoir poursuivent cette tradition. Ils ne s'intéressent pas au portrait, mais à la peinture pour elle-même, la lumière, les effets de couleurs. Leurs modèles sont leur famille et leurs amis, mais ce ne sont pas leurs clients. Au début du siècle suivant, les artistes poursuivent dans la même voie, s'affranchissant des contraintes de ressemblance visuelle, au profit d'expérimentations graphiques. Pablo Picasso peint de nombreux portraits, dont plusieurs portraits cubistes où le modèle est à peine reconnaissable. Les artistes, en dehors de cette petite frange très visible, vivent du portrait de commande, et peuvent acquérir dans cette spécialité une grande réputation, comme Fantin-Latour ou Blanche.
L’art du portrait en peinture décline au milieu du XXe siècle, sans doute en raison de la concurrence de la photographie, qui satisfait, à un prix inférieur, le goût pour une représentation ressemblante, et de l’intérêt des amateurs d'art pour l’abstraction et l’art non figuratif. Dans les années 1980 les artistes Pierre et Gilles renouvellent le genre avec des photos peintes, tandis qu'Herman Braun-Vega réalise des portraits réalistes de peintres avec la collaboration active du modèle. À la fin du siècle, Lucian Freud peint principalement des portraits, souvent nus.

### Portrait photographique
Le portrait photographique propose, au milieu du XIXe siècle, une alternative beaucoup moins coûteuse au portrait peint, pour conserver ou transmettre une image de la personne, mais de petit format et monochrome. Il est d'abord réalisé en atelier ; des photographes portraitistes vont parcourir le monde de marchés en foires ; puis la photographie devient, au début du XXe siècle, accessible aux amateurs.
L'anthropométrie judiciaire fait usage de photographies de cadrage parfois similaire à celui du portrait, mais dont le but n'est pas de représenter la personnalité du sujet, mais exclusivement les caractéristiques physiques auxquelles il ne peut échapper.

### Portrait sculpté
Le portrait sculpté se désigne, à l'heure actuelle, comme « statue », si le modèle est représenté en pied ou à cheval, ou « buste » si la sculpture se limite à la tête et aux épaules. Après Franz Xaver Messerschmidt et Houdon, Coysevox s'est illustré, au XVIIe siècle; entre autres, comme sculpteur de portraits en buste.
Les sculpteurs ont aussi modelé des portraits en terre et en cire, soit pour être peints à l'effigie du vivant, soit pour être fondus en bronze.

#### Médaillon
Vers la fin du XVIIIe siècle les portraits en médaillon et les groupes en relief furent en vogue dans tout l’Europe[réf. souhaitée].

#### Cires
Le portrait en cire dérive peut-être des pratiques funéraires[réf. souhaitée]. Au Moyen Âge des figures de cire étaient laissées dans les églises en offrandes votives (ex-voto). Des masques funéraires en cire des monarques et autres personnalités étaient réalisés en France à partir des funérailles de Charles VI (1422 – et jusqu’à celles d’Henri IV en 1610) et au Royaume-Uni.
Des effigies de cire furent aussi utilisées dans le cadre de rites de magie noire[réf. souhaitée].
Alfonso Lombardi (1488-1537) et Antonio Abondio (1538–91), sculpteur et medailleur, firent partie des pionniers du portrait en cire, peint et en relief. Abondio travailla en particulier pour les Habsbourg et les autres cours d’Europe du Nord ; son fils Alessandro prit sa succession.
L’art du portrait en cire peinte fut également très pratiqué en France, au XVIe siècle : le musée d'Écouen possède une collection de portraits en cire en médaillon. John Flaxman réalisa de nombreux portraits et sculptures en cire, certains créés pour Josiah Wedgwood. La National Portrait Gallery possède 40 portraits en cire, créés entre 1750 et 1880 environ : certains sont de Peter Rouw (en)[réf. souhaitée].
Des musées spécialisés comme Madame Tussauds ou Musée Grévin présentent des collections de représentations en cire de célébrités.

## Galerie: Portrait en peinture
Cette section ne prétend pas faire un inventaire exhaustif de tous les portraits réalisés au cours de l'histoire de la peinture. Elle se contente de présenter, à titre d'exemple, un choix représentatif de chaque époque à travers quelques tableaux — connus ou moins connus — de peintres célèbres pour leur art du portrait.
Il se dégage en effet plusieurs types de portraits en peinture (exemples extraits du catalogue des collections italiennes du musée des beaux-arts de Chambéry, France) :
- Le portrait d'apparat : Homme en armure de Bartolomeo Passerotti
- Le portrait réaliste : Femme âgée, de Santi di Tito
- Le portrait psychologique : Piero Soderini, Ridolfo del Ghirlandaio
- Le portrait allégorique : Vittoria Rinucinni, Anton Domenico Gabbiani
- Le portrait de famille : Portrait de famille, Bartolomeo Nazari

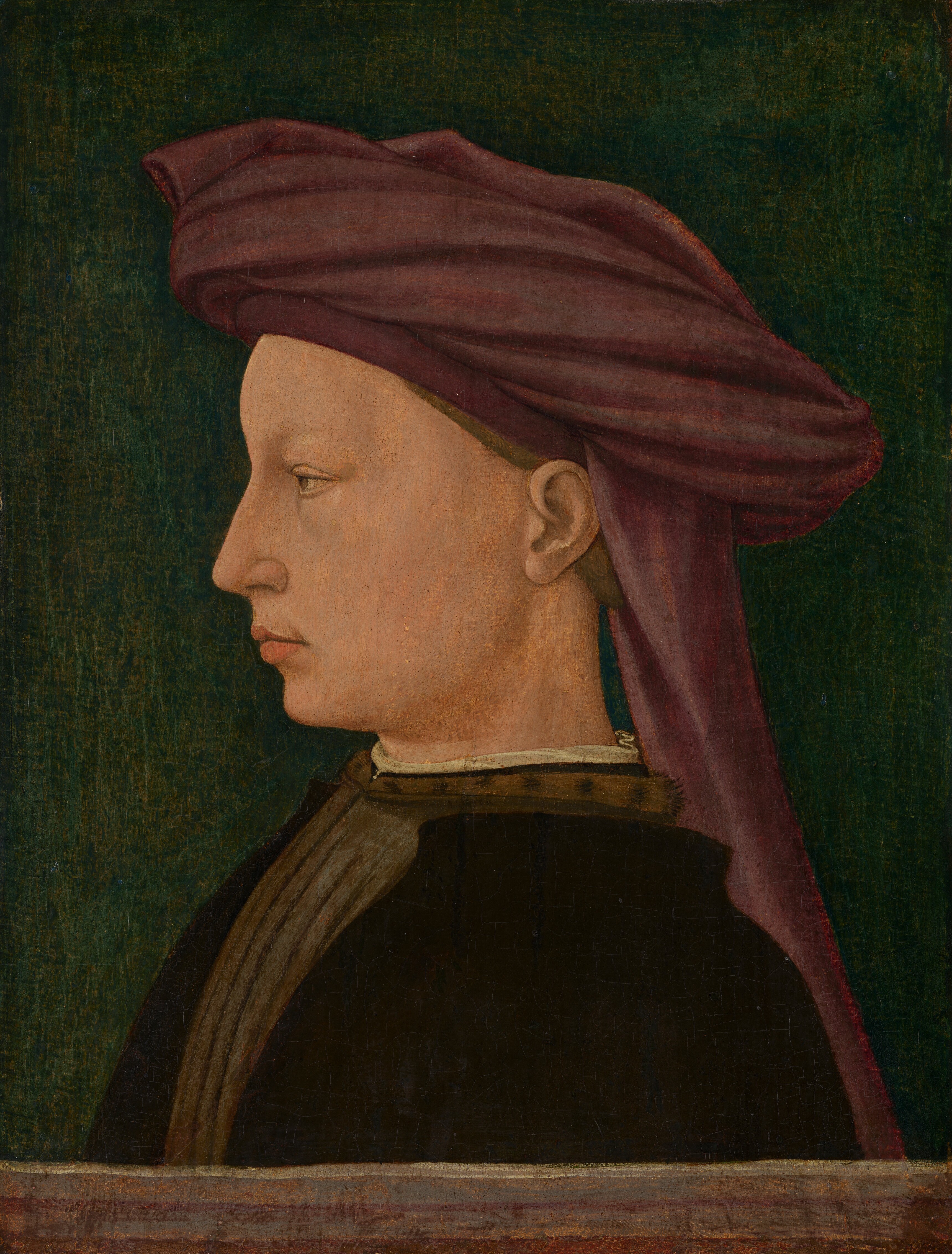
Masaccio, Portrait d'un jeune homme de profil (v. 1425)
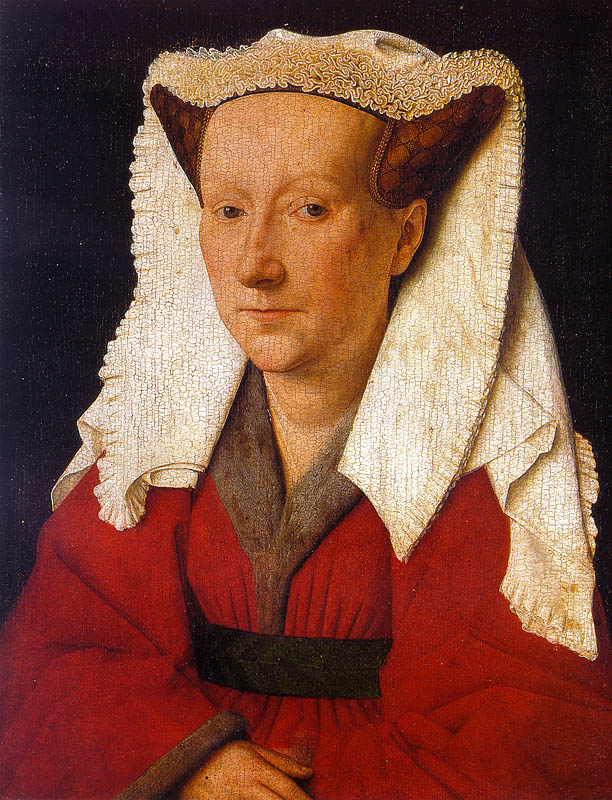
Jan van Eyck Magarete van Eyck (v. 1439)
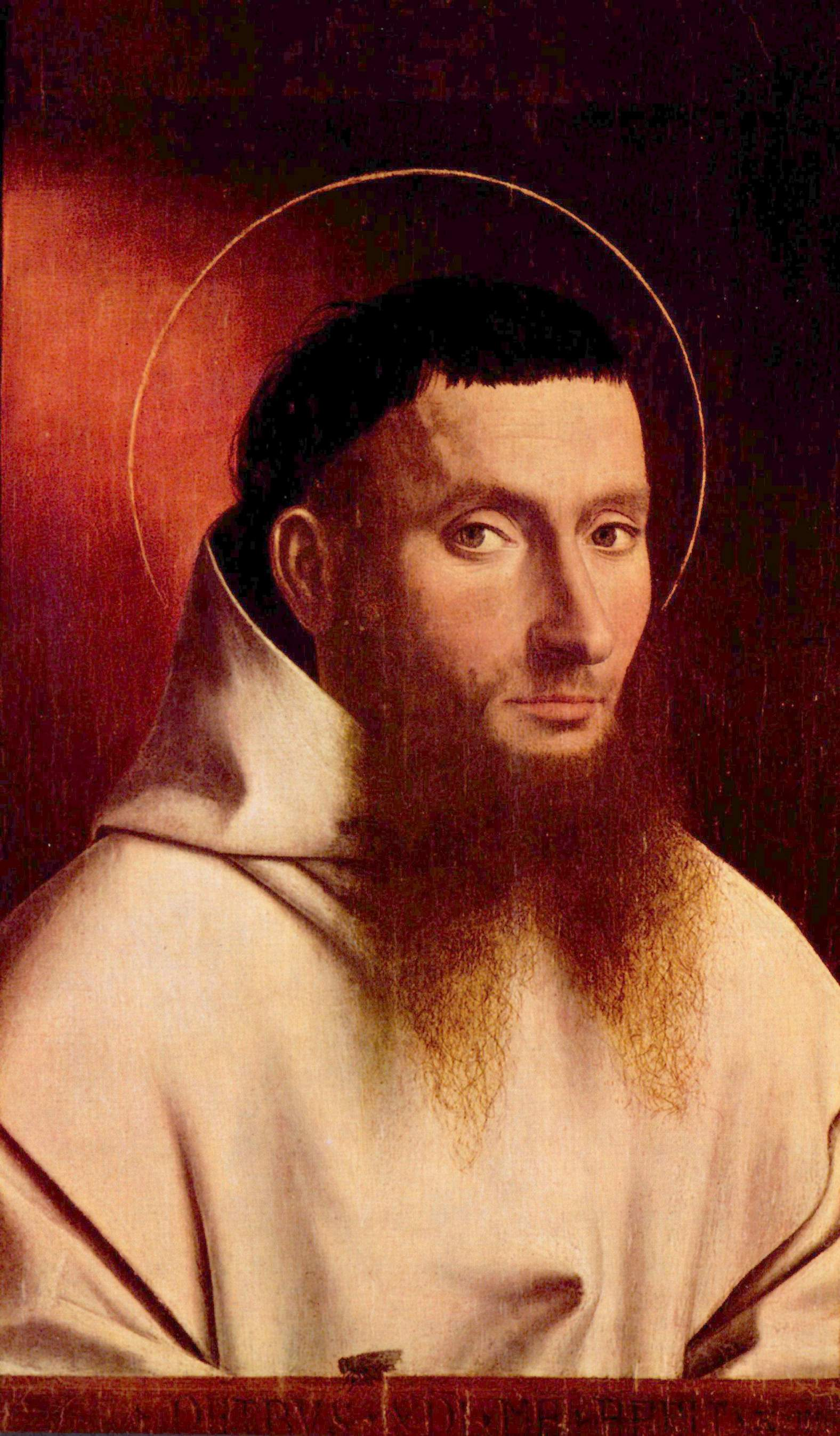
Petrus Christus Portrait d'un Chartreux (v. 1446)
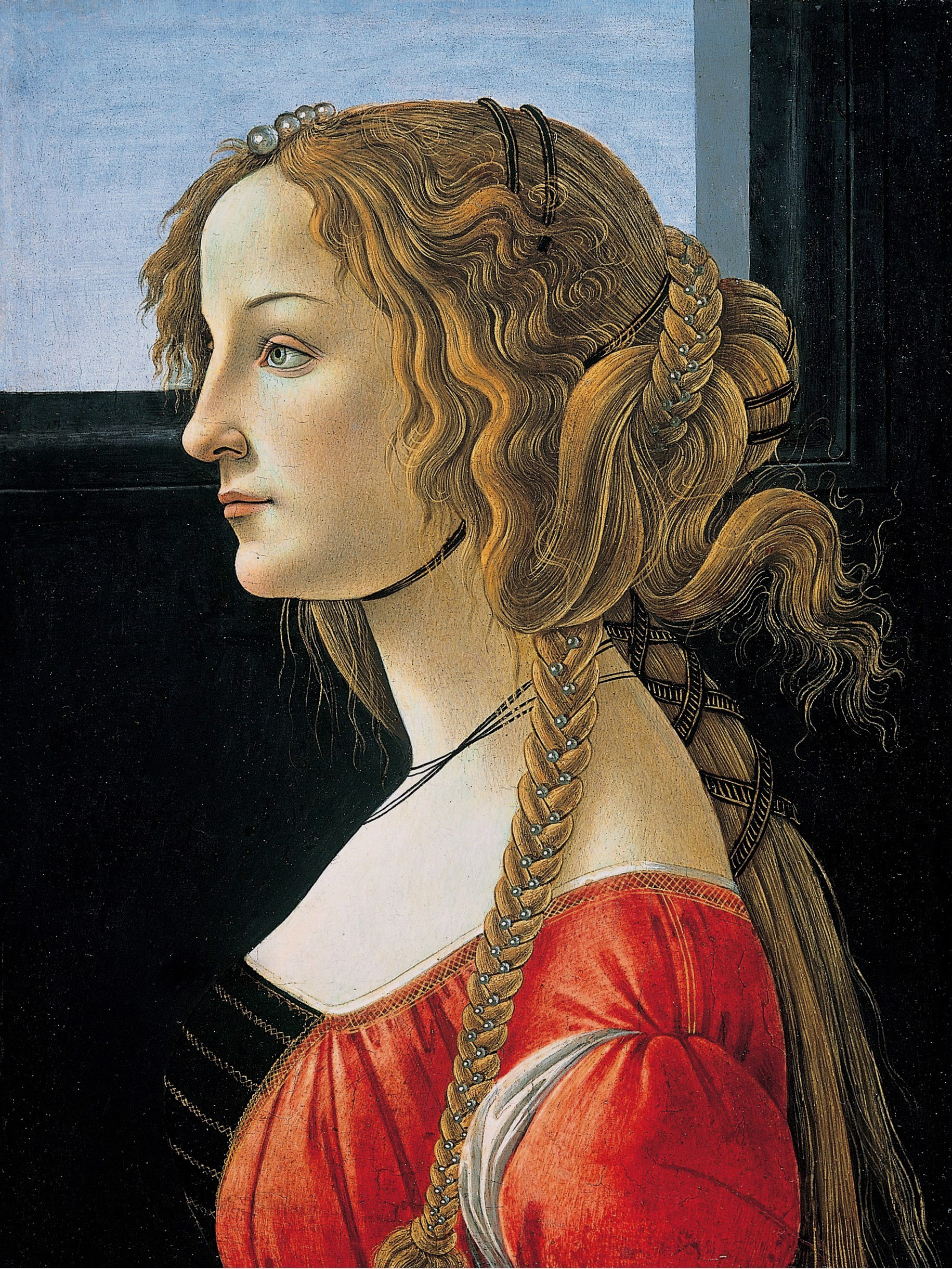
Sandro Botticelli Portrait de Simonetta Vespucci (v. 1476-1480)
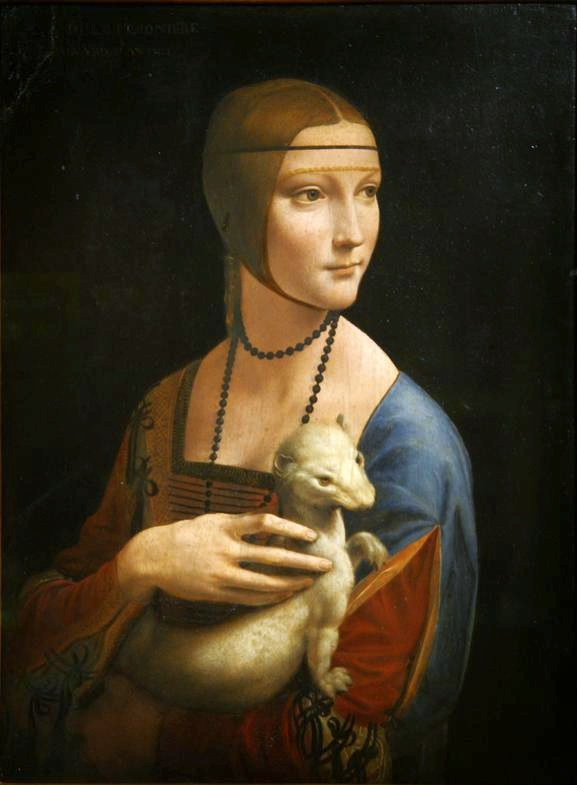
Léonard de Vinci La Dame à l'hermine (v. 1483-1490)
Raphaël Portrait de Baldassare Castiglione, (1514-1515)
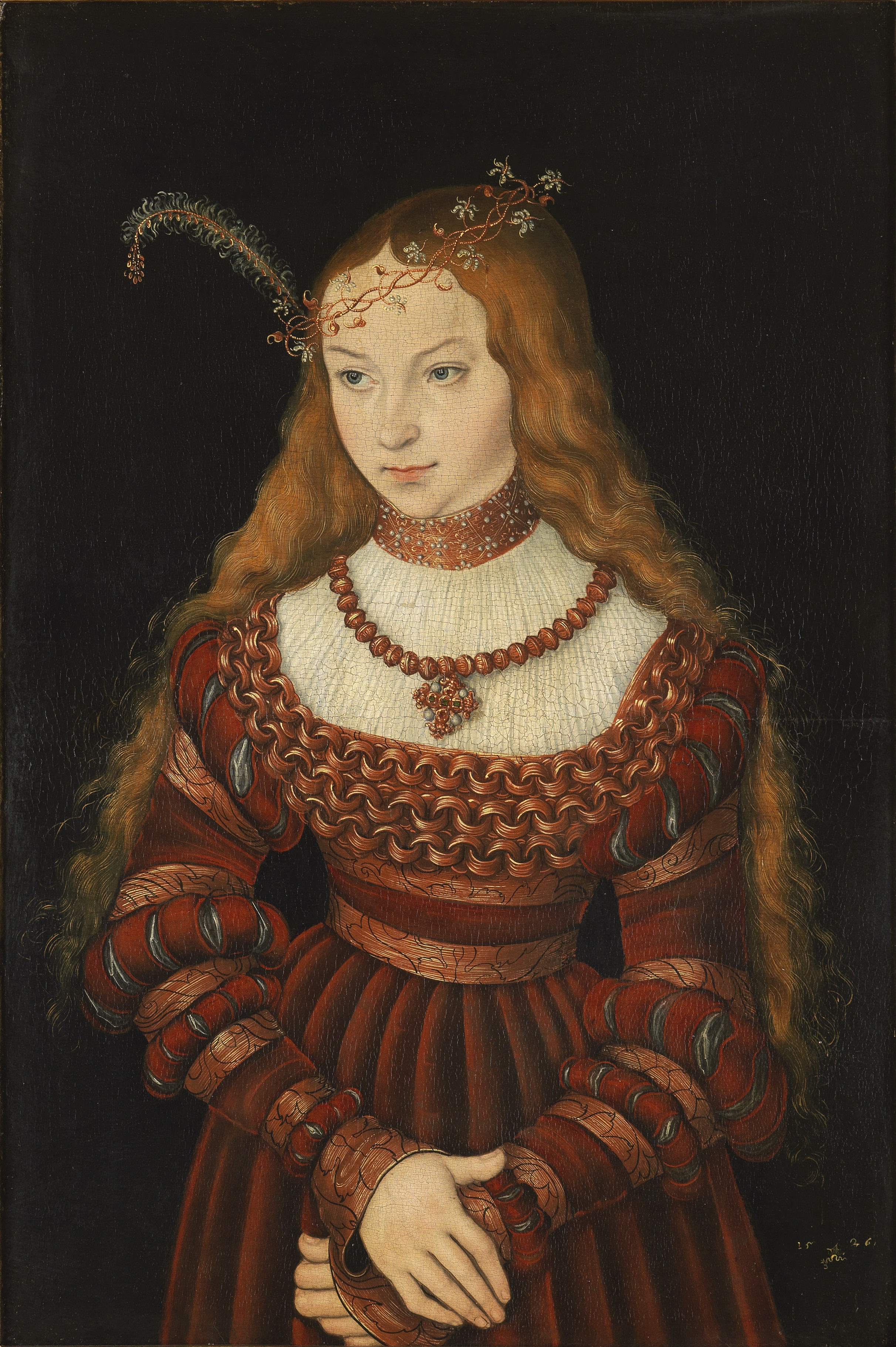
Lucas Cranach l'Ancien, Portrait de Sibylle de Clèves (1526)
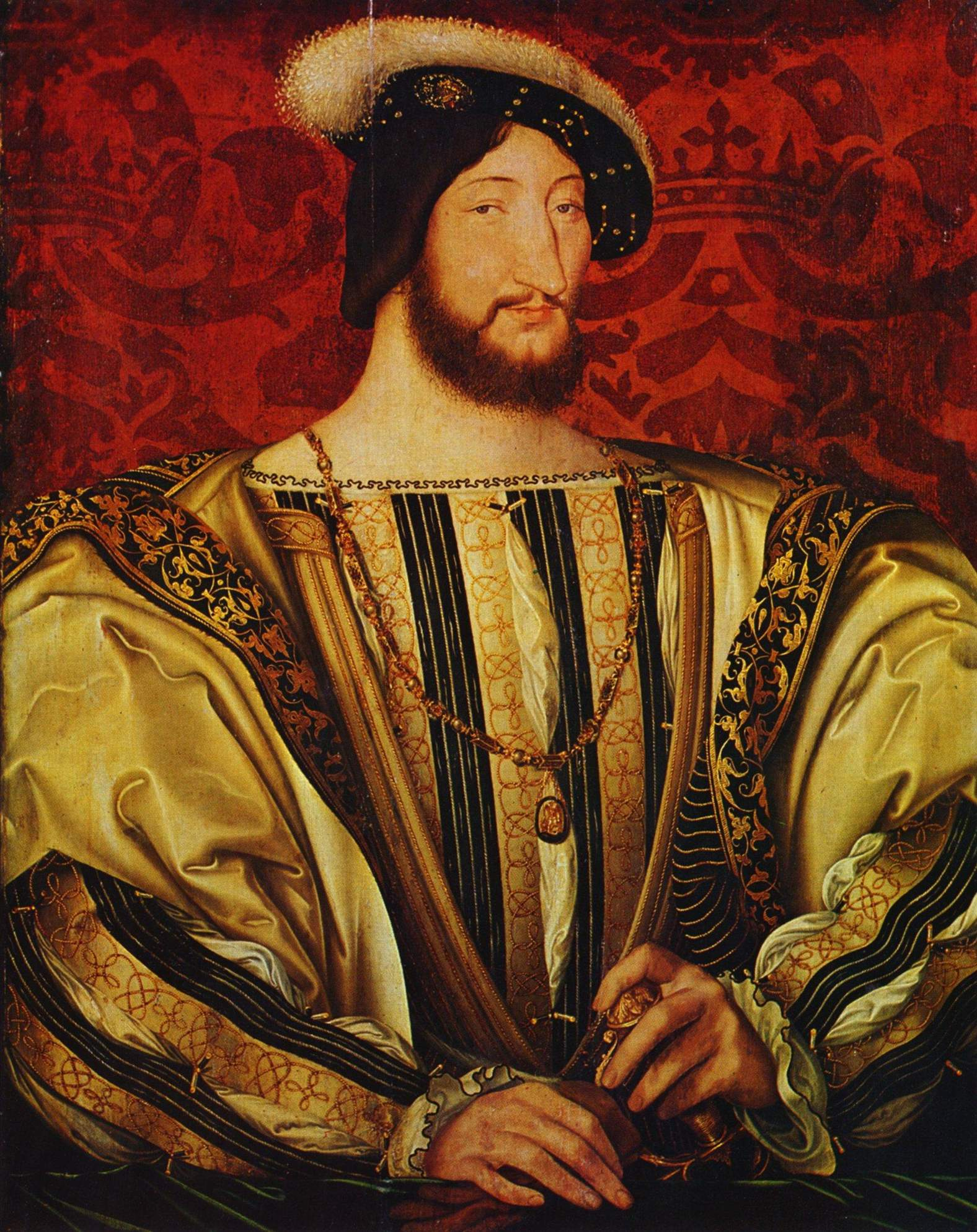
Jean Clouet François Ier (1527)
Hans Holbein le jeune Les Ambassadeurs (1533)
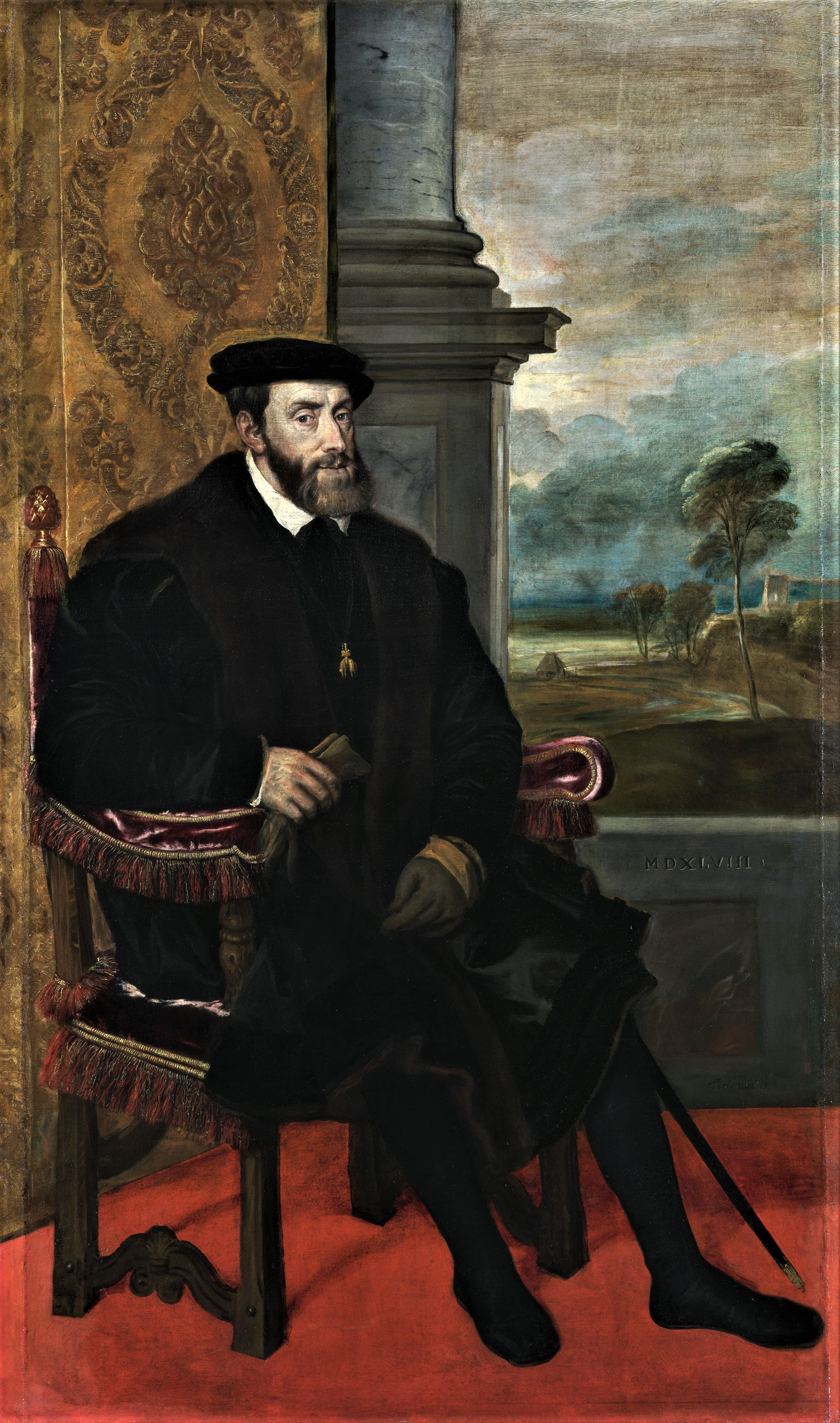
Titien Portrait de Charles Quint (1548)
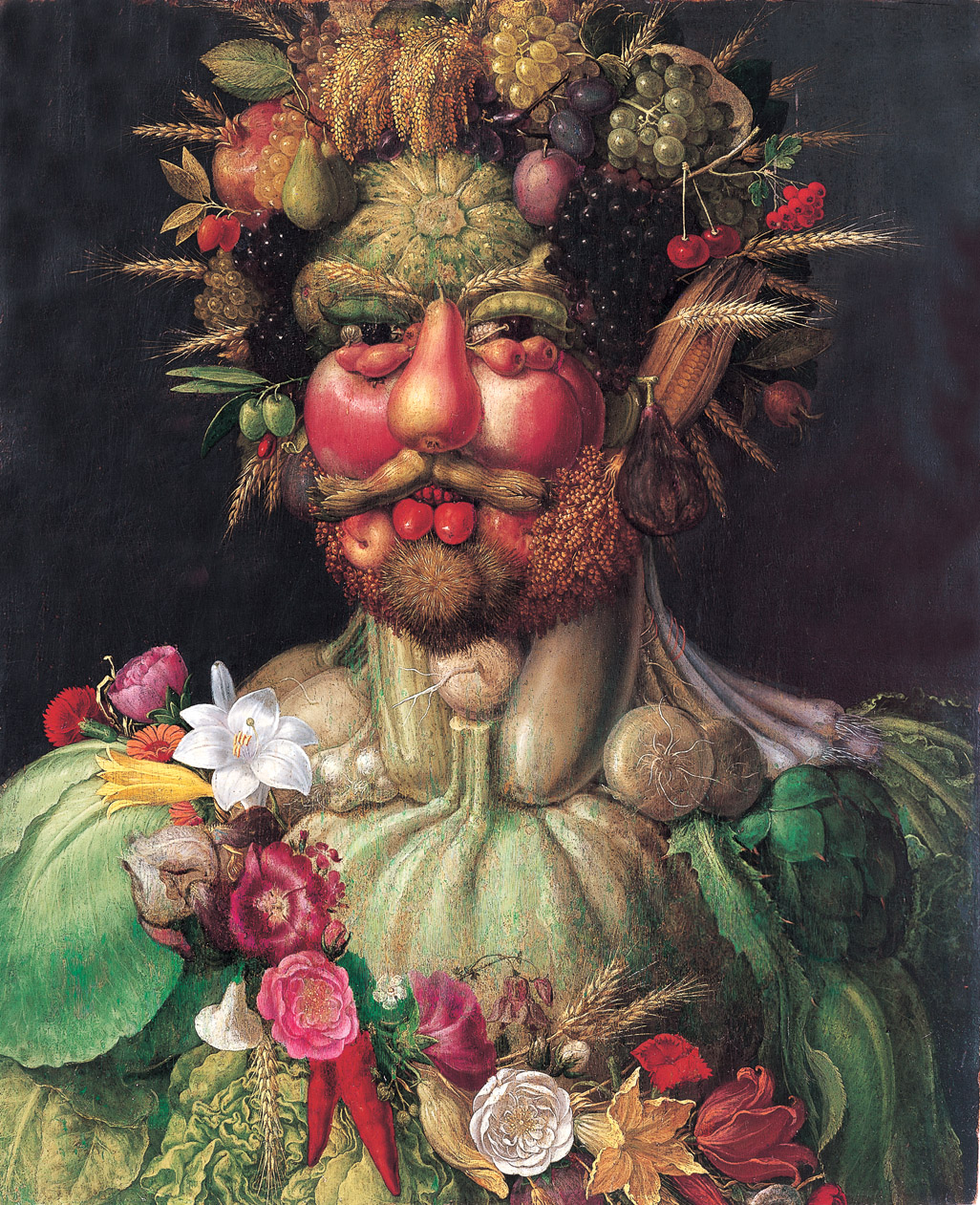
Giuseppe Arcimboldo Portrait de l'empereur Rodolphe II (c. 1590)
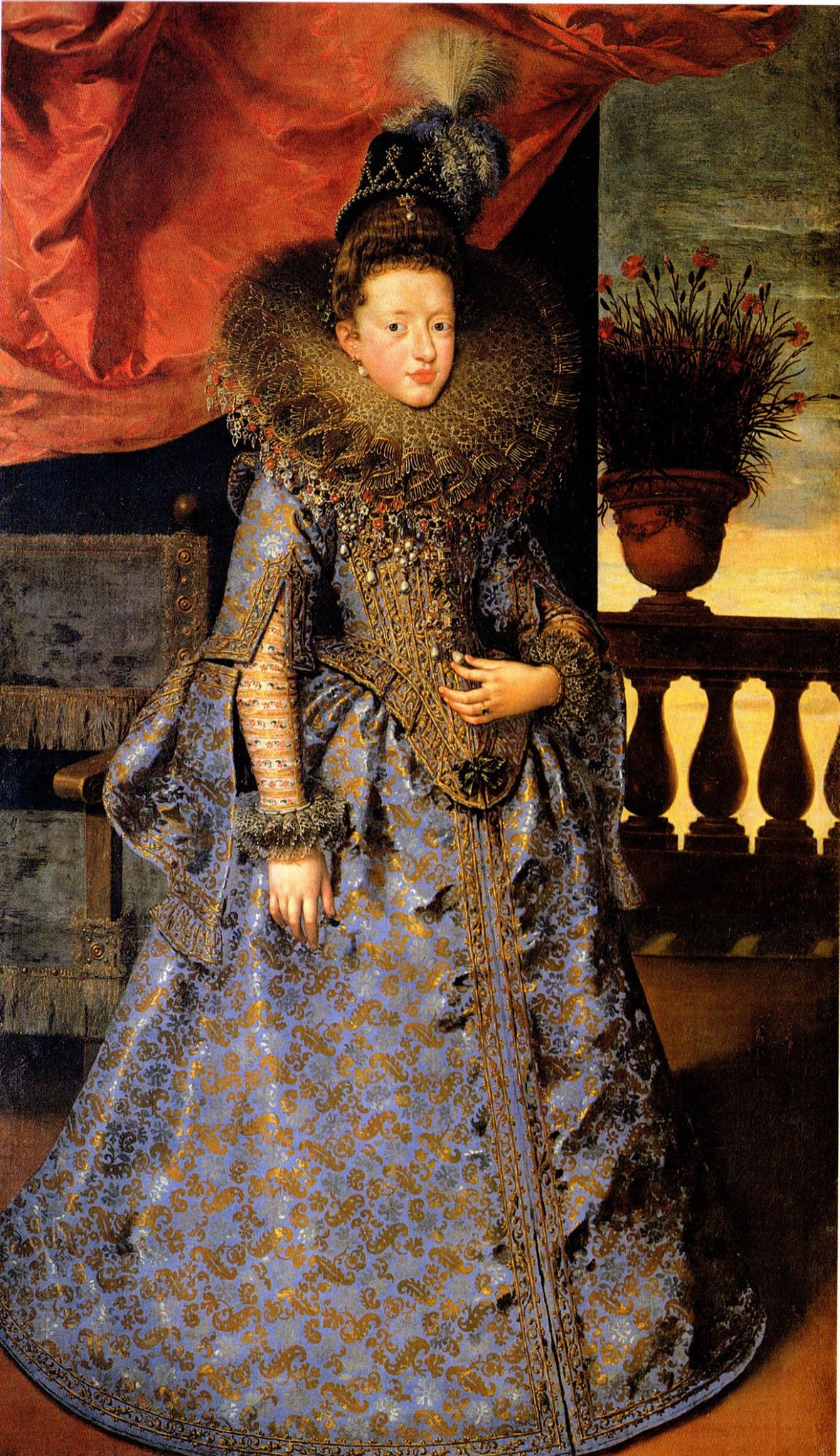
Frans Pourbus le Jeune Marguerite de Gonzague (c. 1605)
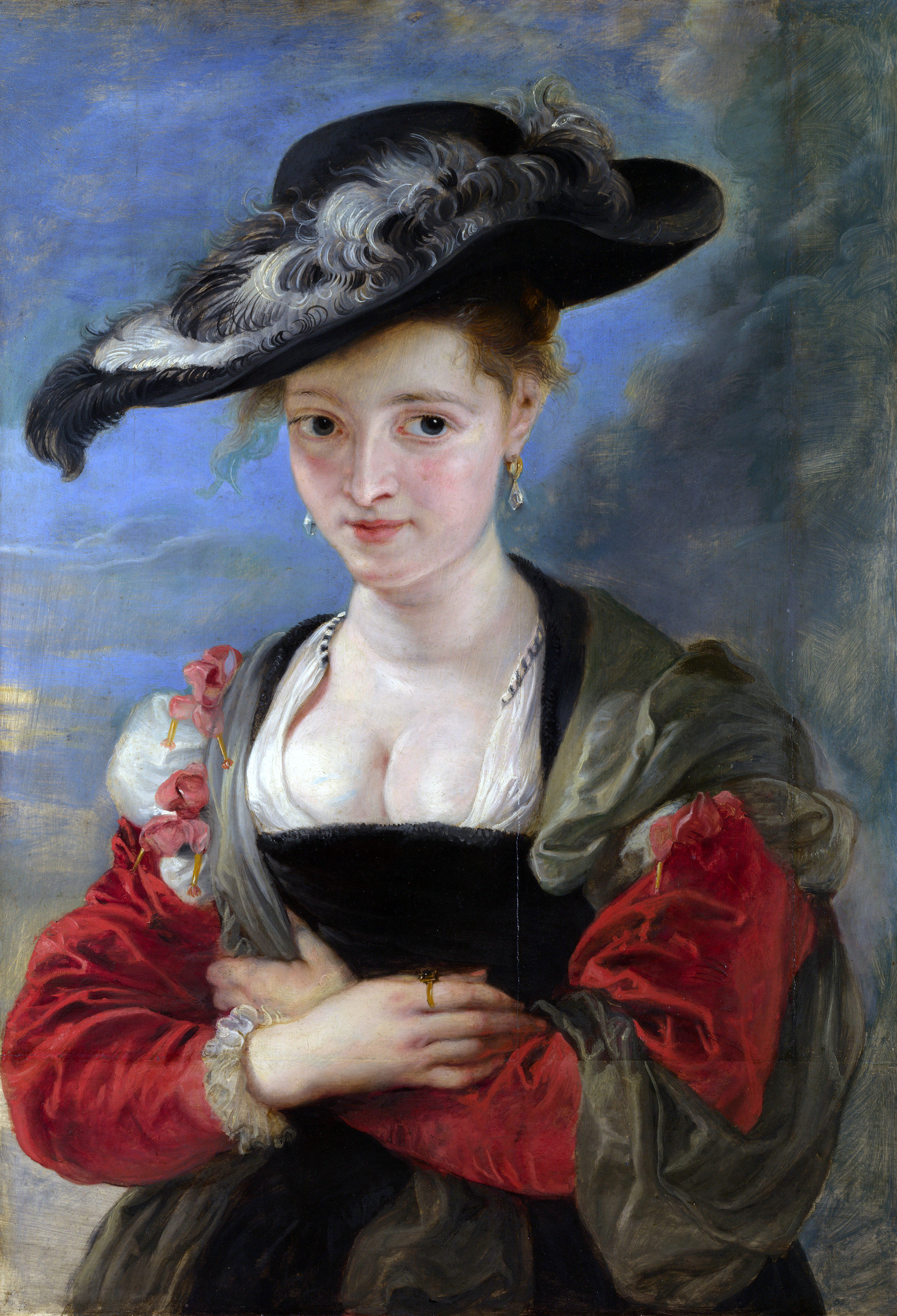
Pierre Paul Rubens Le chapeau de paille (c. 1622-1625)
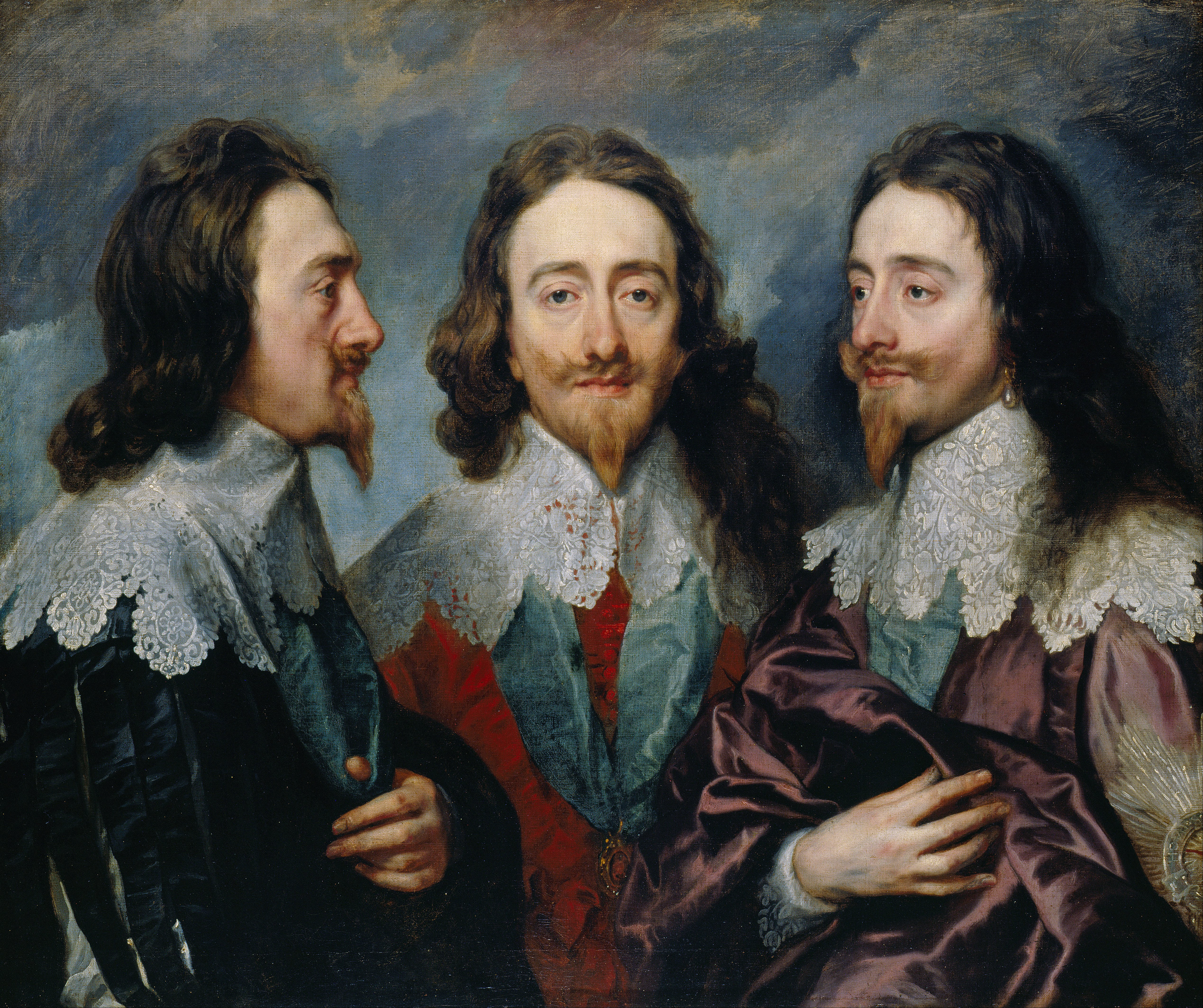
Anthony Van Dyck Portrait de Charles Ier (c. 1535)
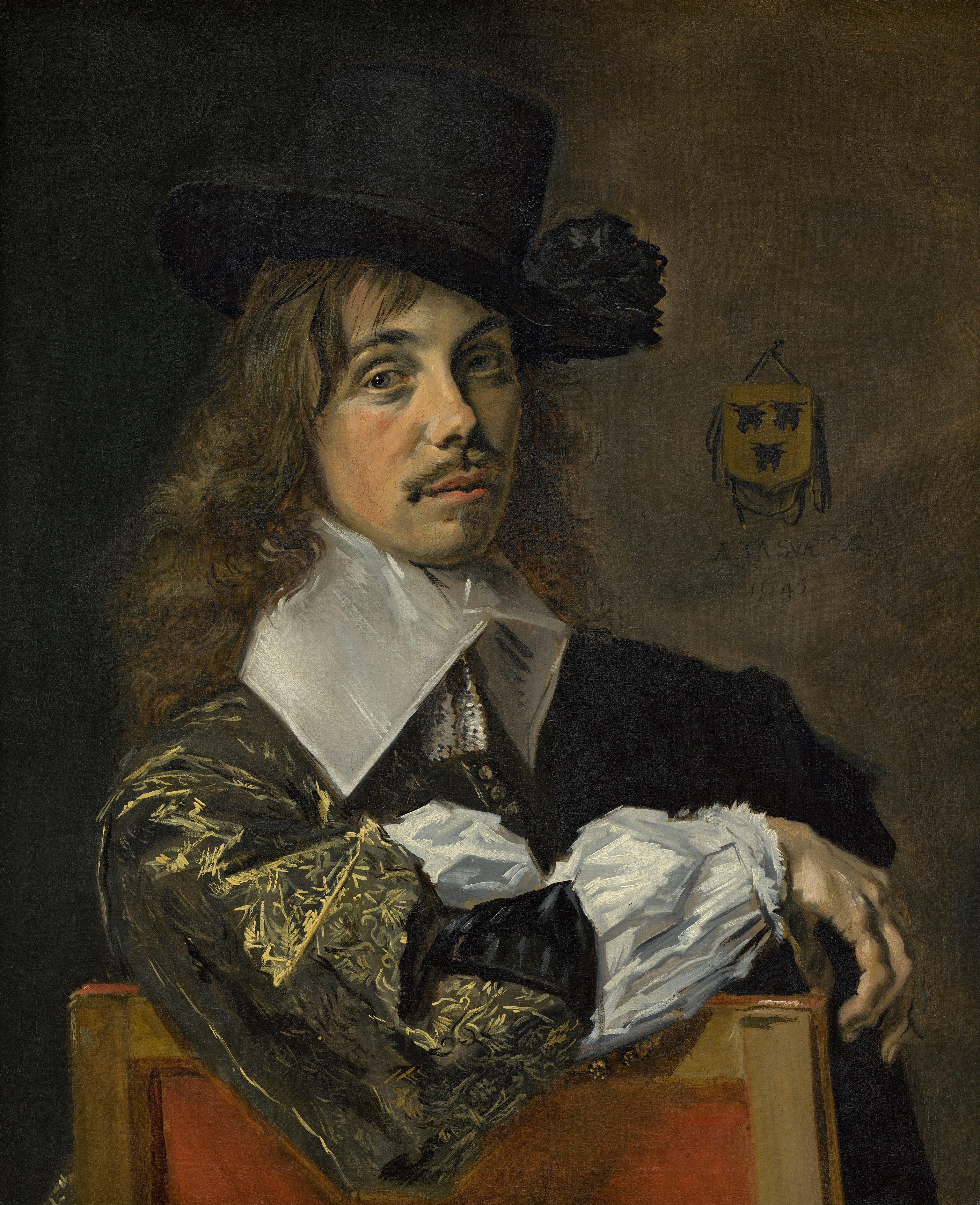
Frans Hals Portrait de Willem Coenraetsz Coymans (1645)
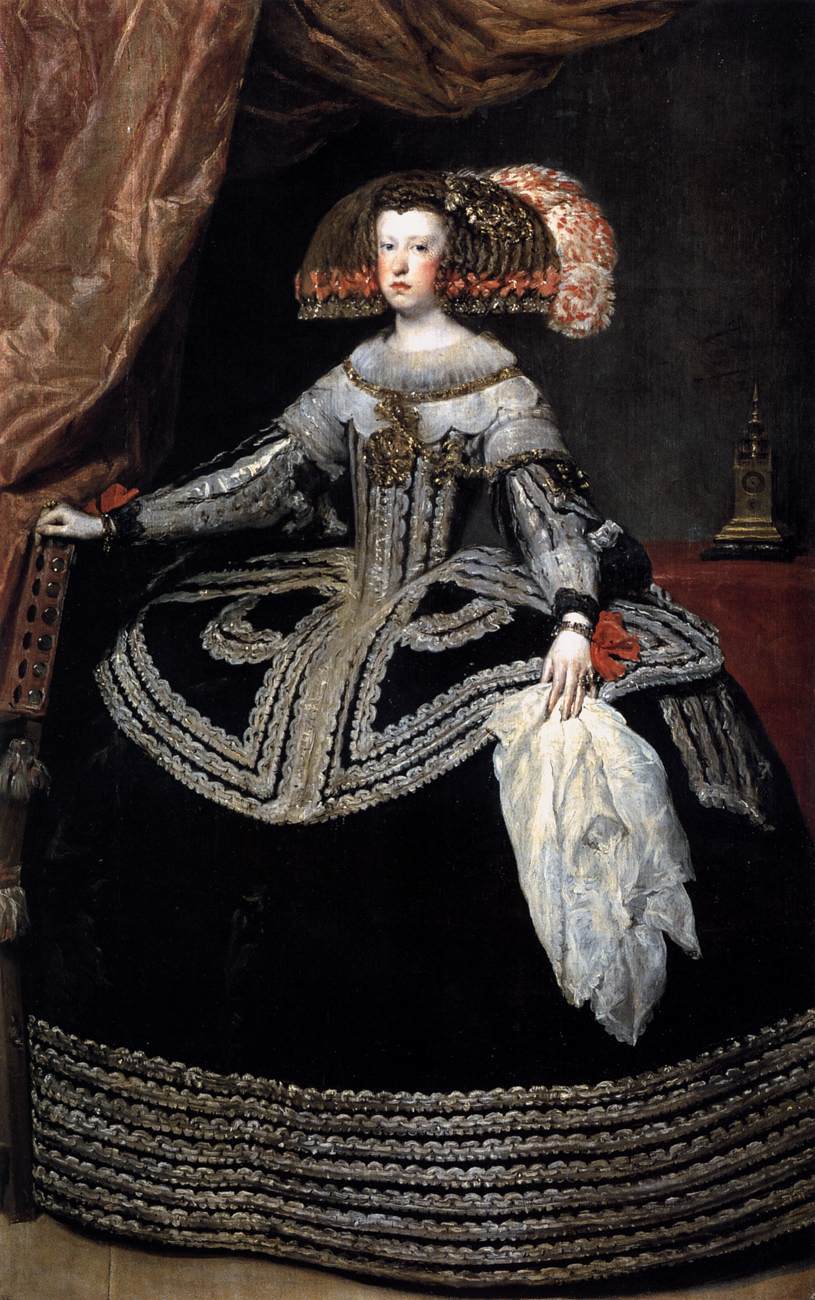
Diego Velázquez La reine Marie Anne d'Autriche (c. 1653)
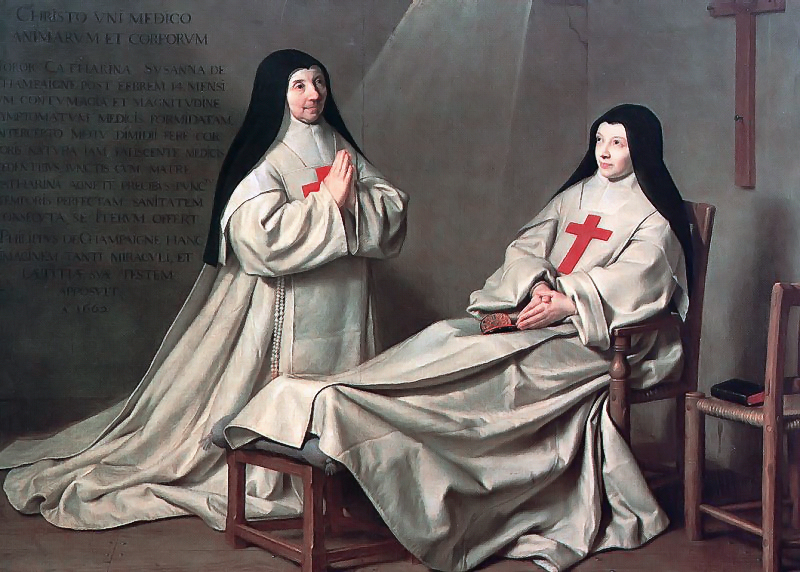
Philippe de Champaigne Ex Voto (1662)
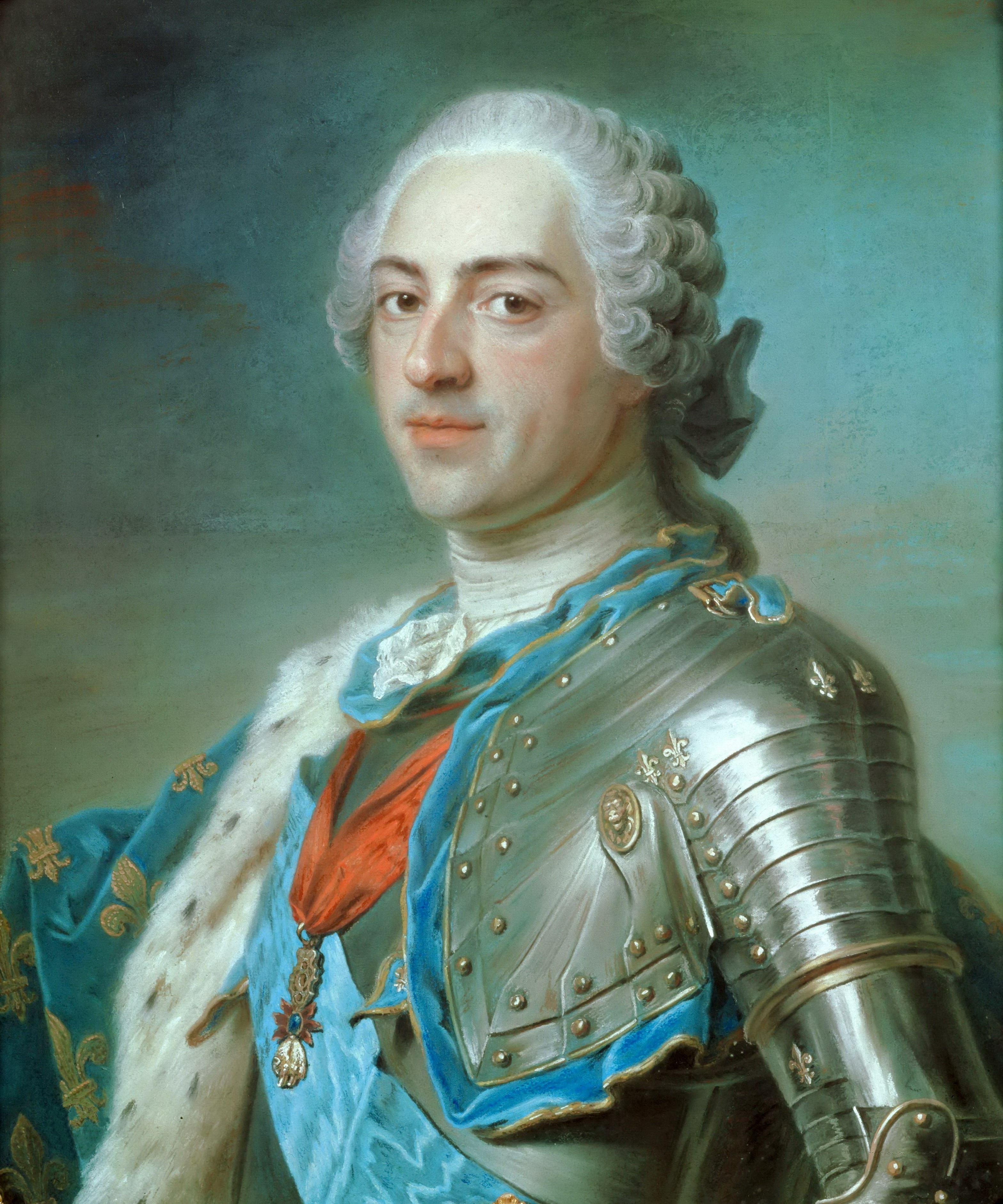
Maurice Quentin de La Tour Portrait de Louis XV (1748)
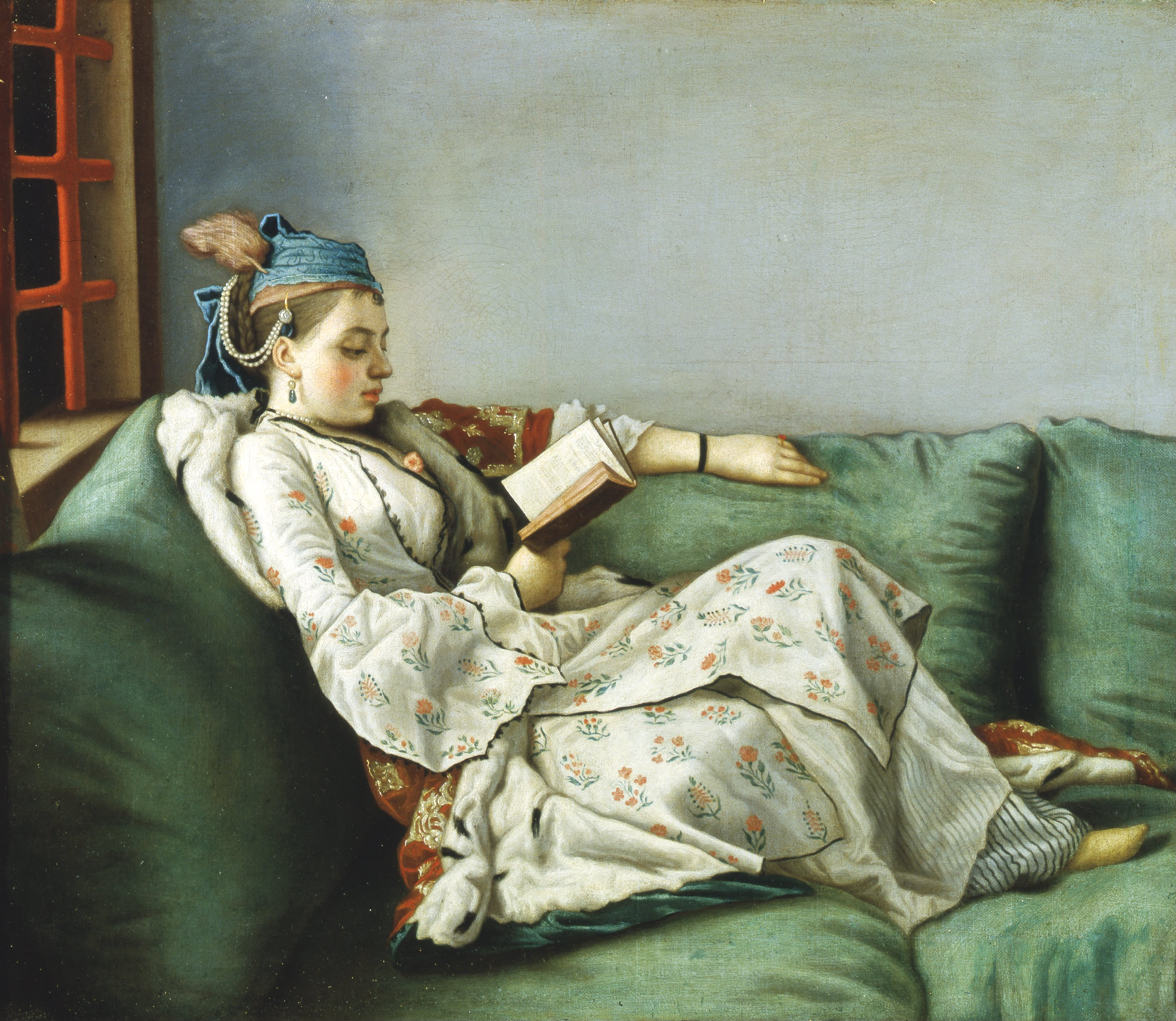
Jean-Étienne Liotard Portrait de Marie Adélaïde de France dans des vêtements Turcs (1753)
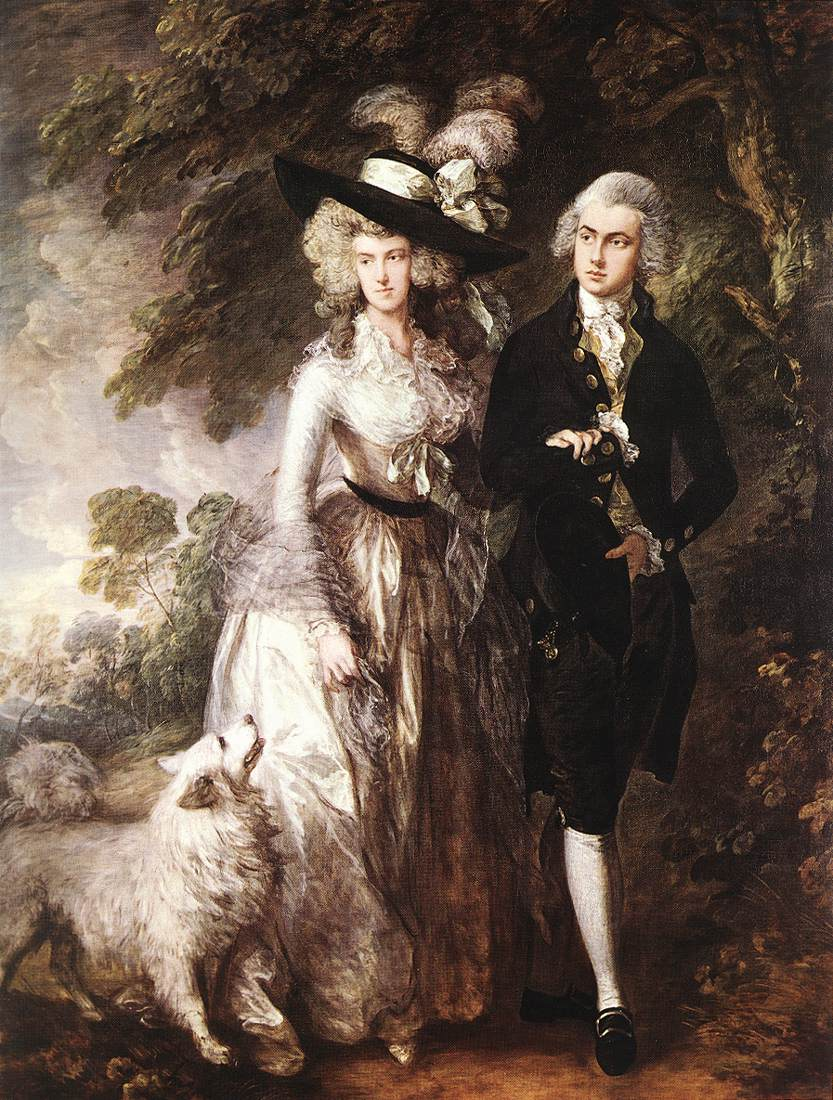
Thomas Gainsborough Portrait de Mr and Mrs William Hallett (1785)
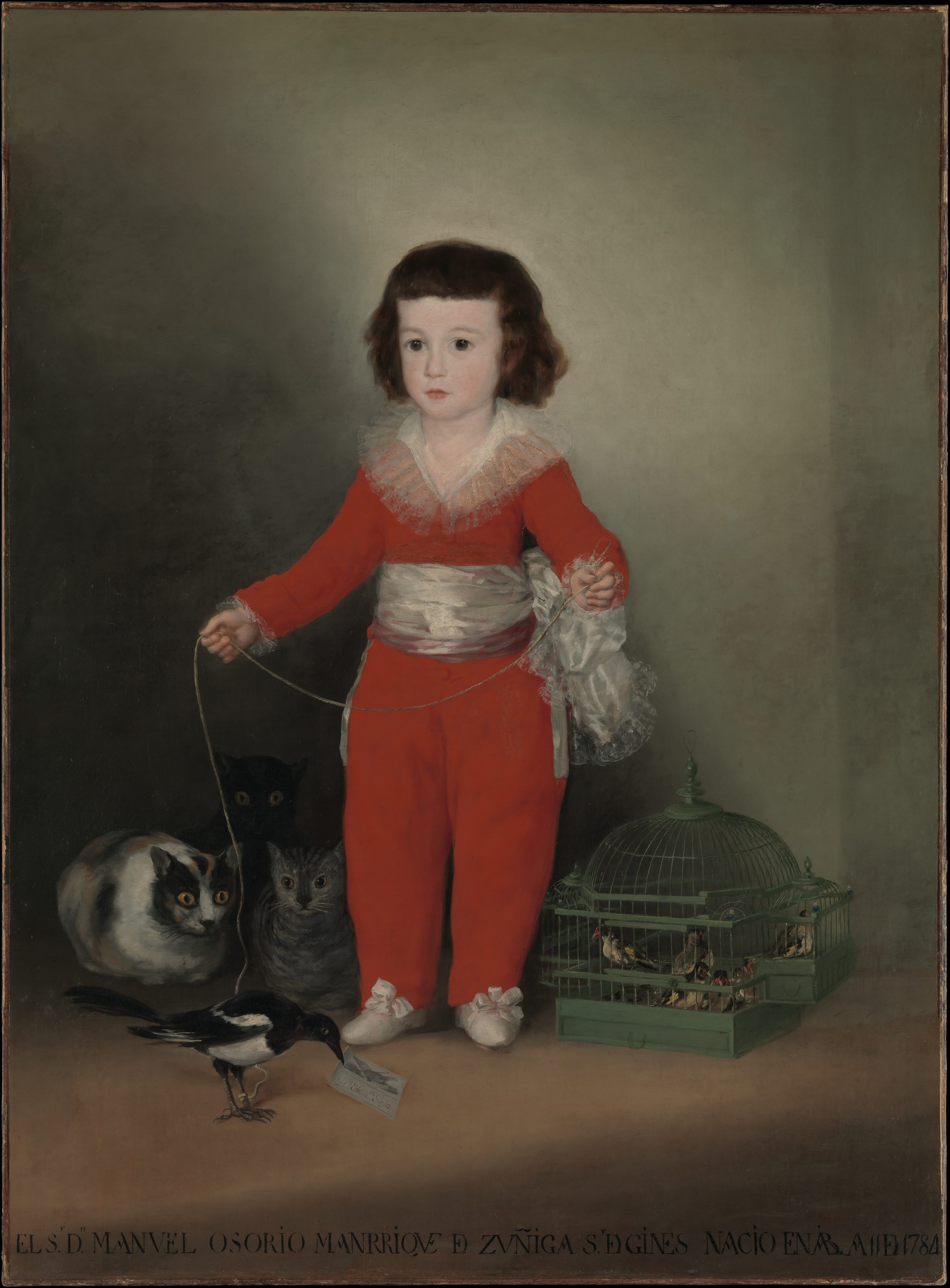
Francisco Goya Portrait de Don Manuel de Zúñiga (c. 1787)
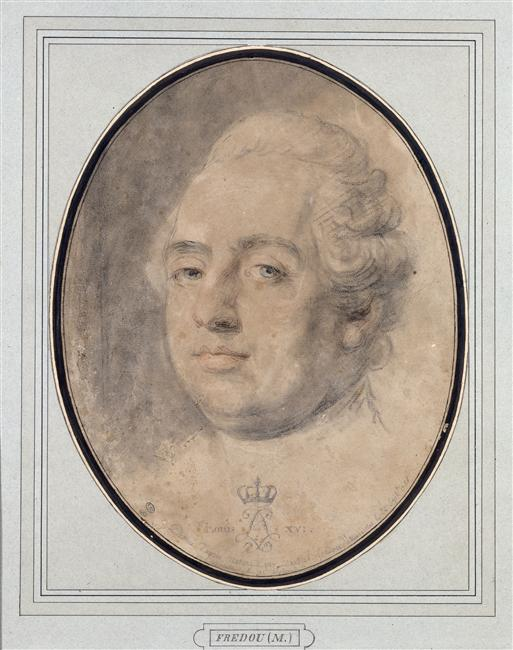
Jean-Martial Frédou Louis XVI en 1788
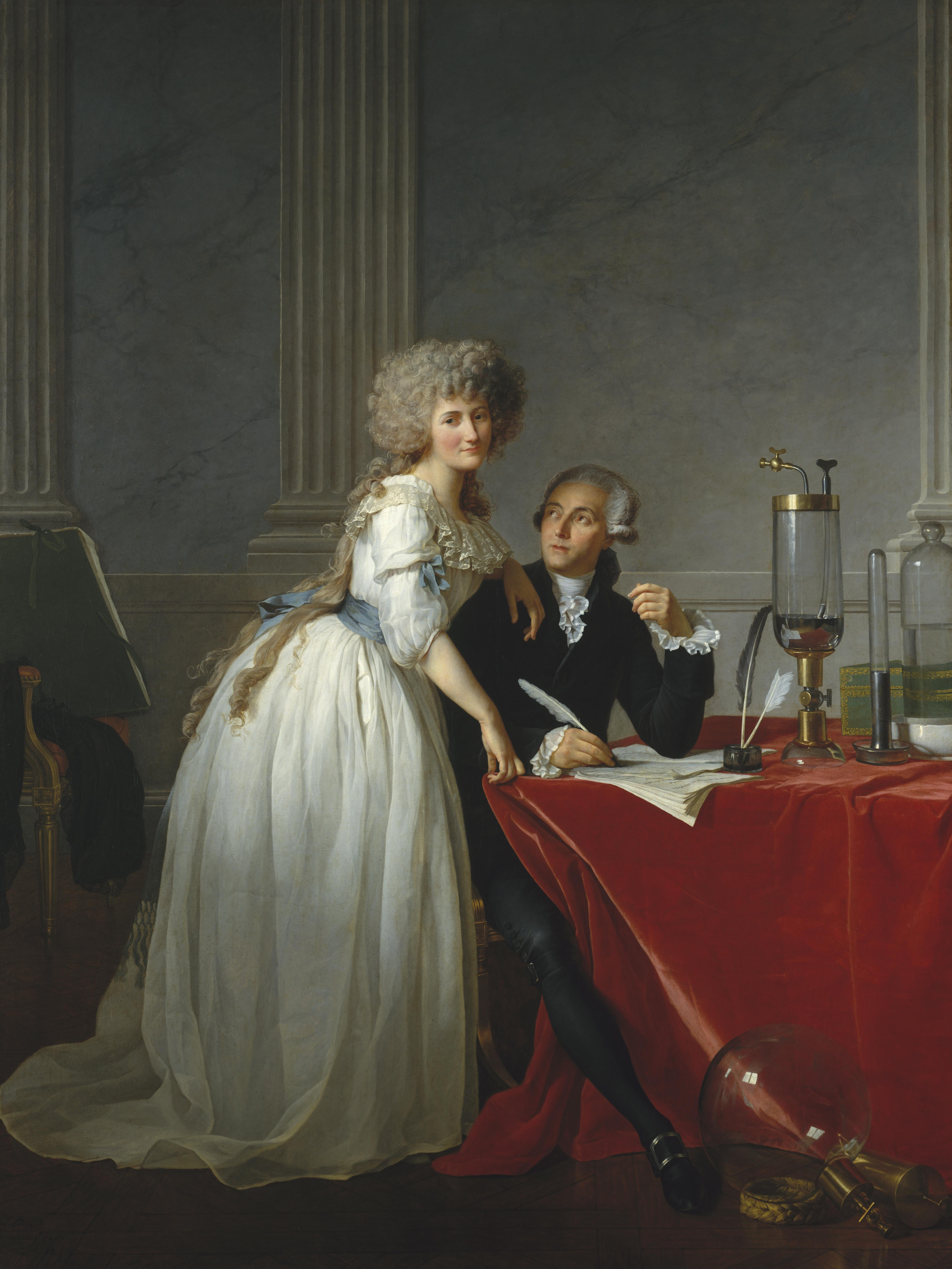
Jacques-Louis David Portrait d'Antoine-Laurent Lavoisier et de sa femme (1788)
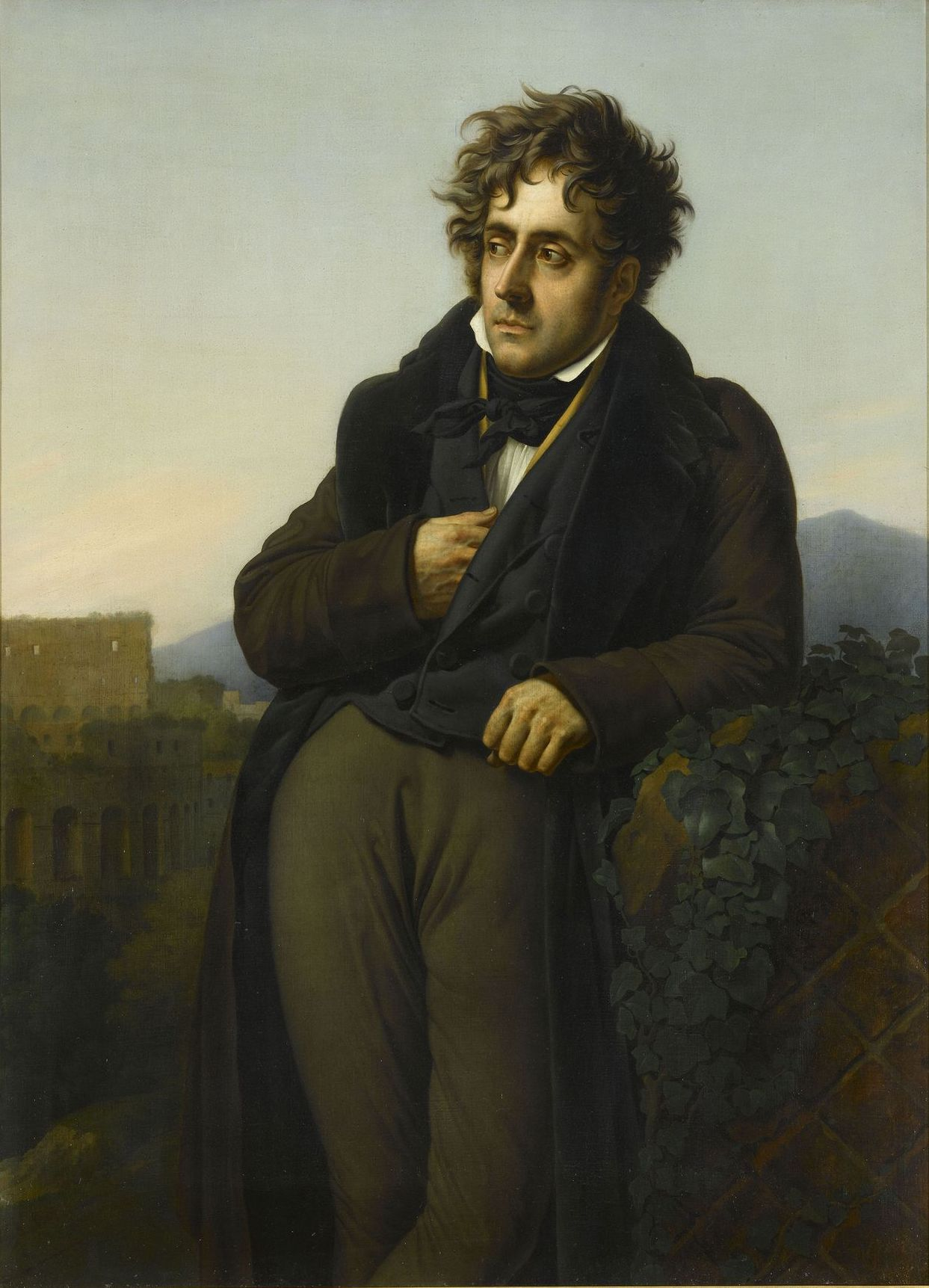
Anne-Louis Girodet-Trioson Portrait de Chateaubriand (v. 1808-1810)
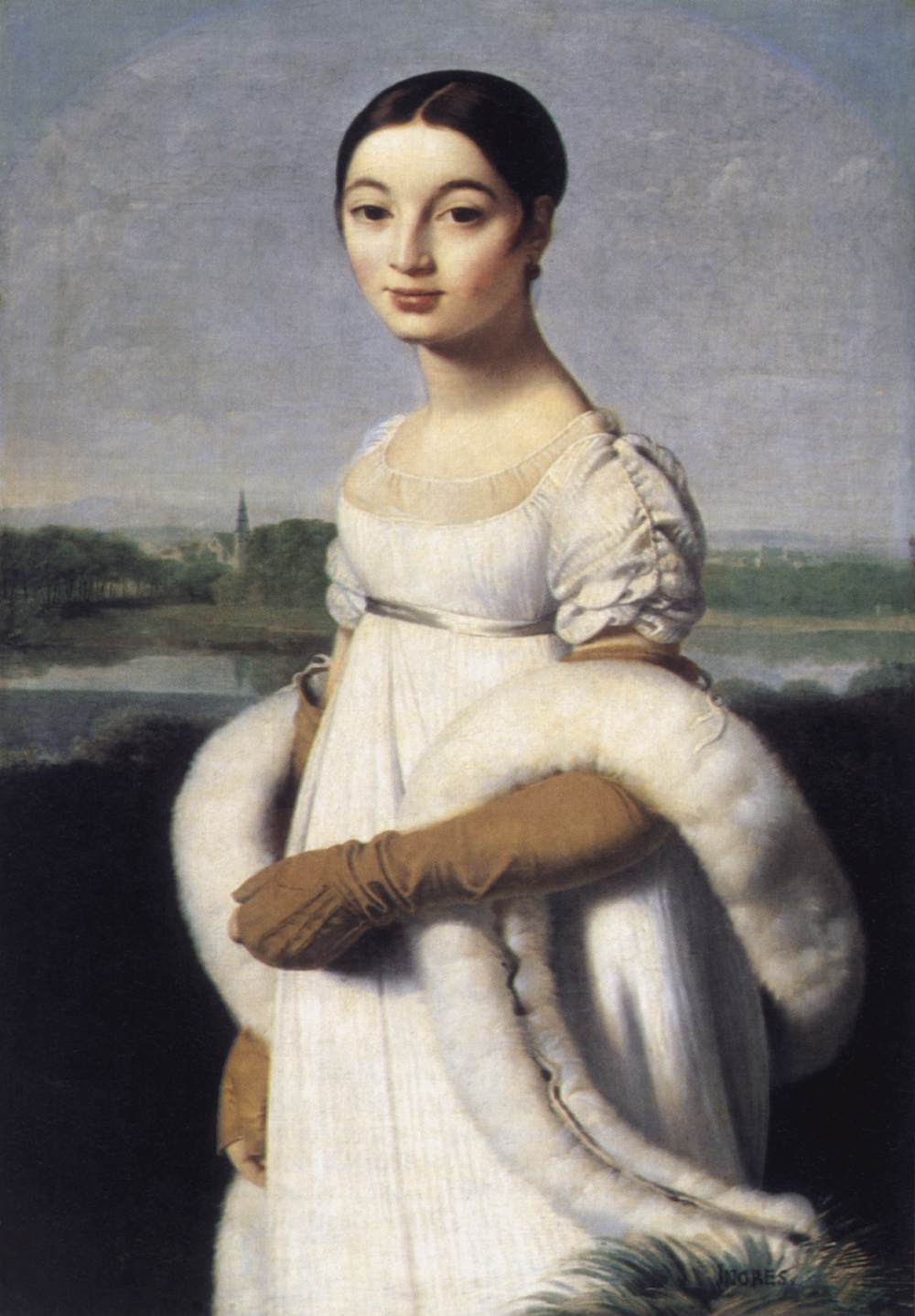
Jean Auguste Dominique Ingres Mademoiselle Caroline Rivière (1806)
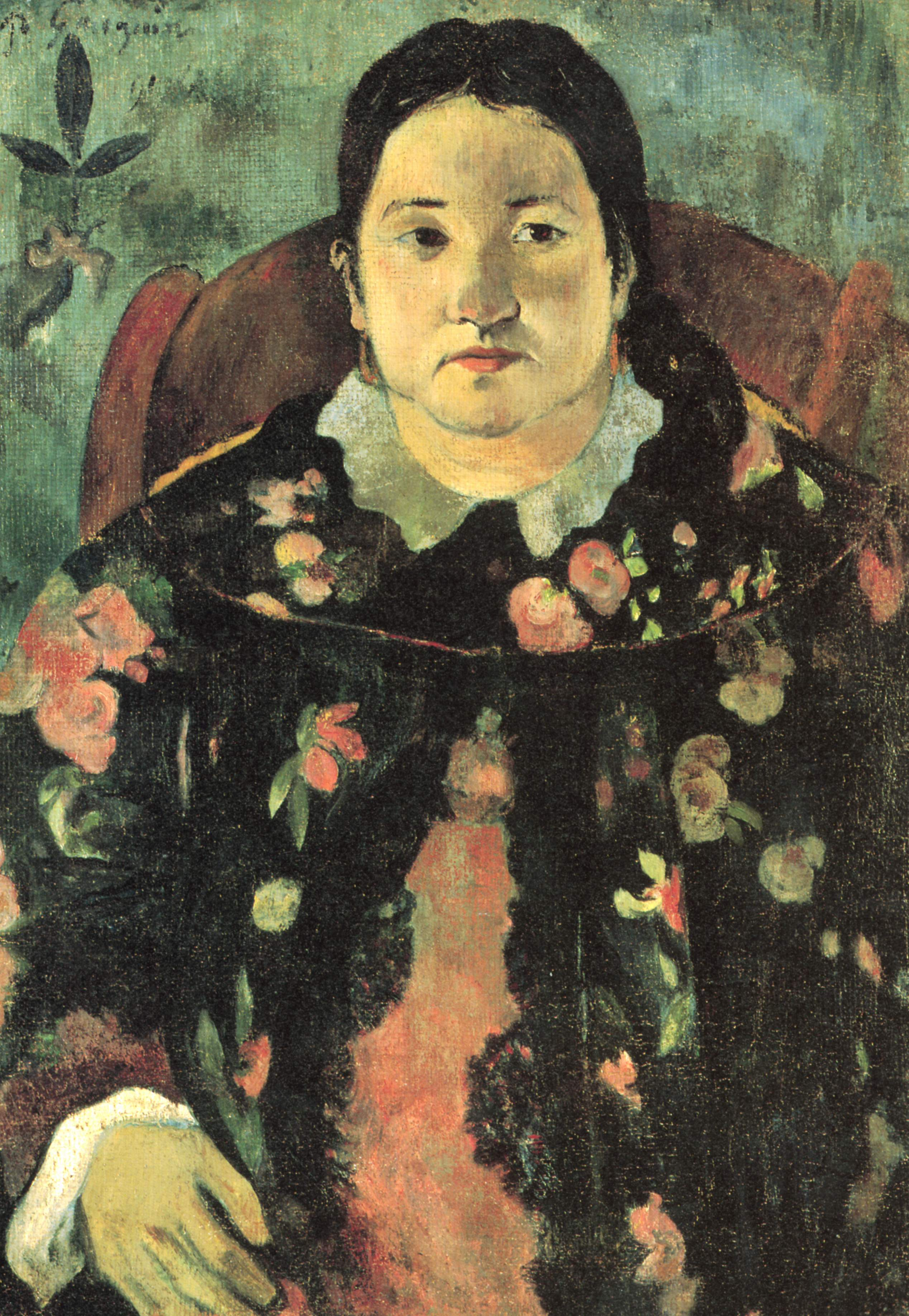
Paul Gauguin Portrait de Suzanne Bambridge, (1891)
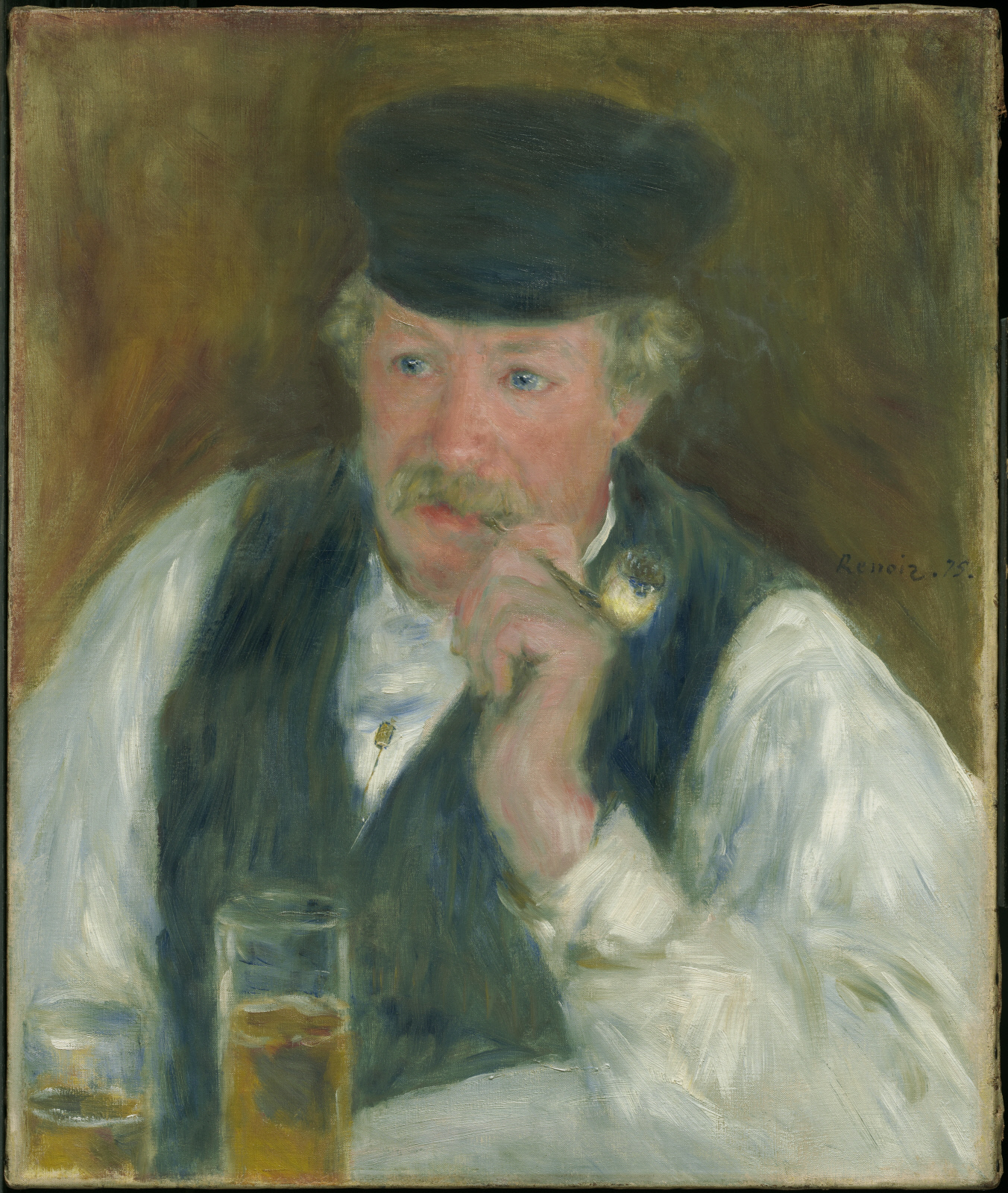
Pierre-Auguste Renoir Monsieur Fournaise, (1875)
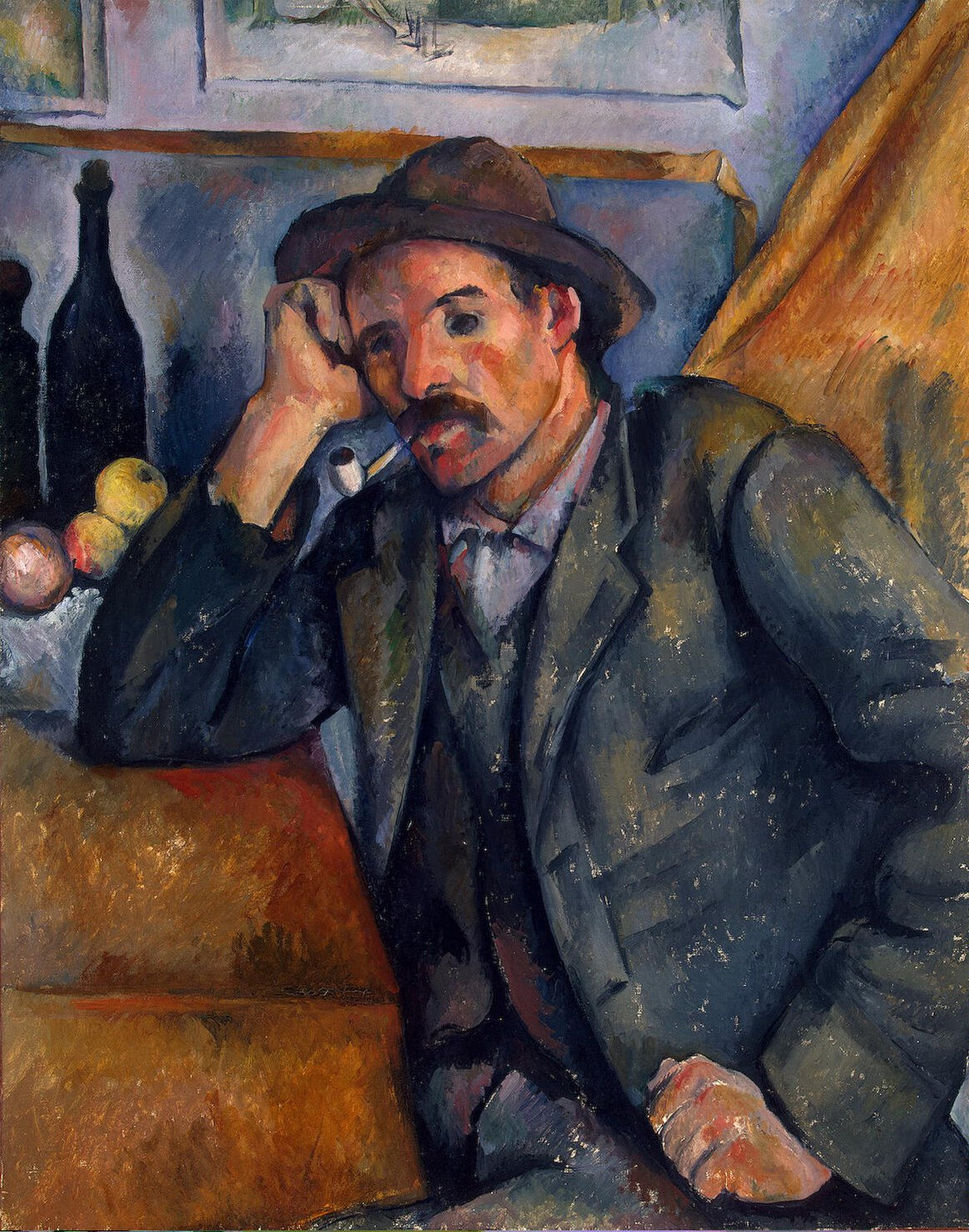
Paul Cézanne L'Homme à la pipe (v. 1890-1892)
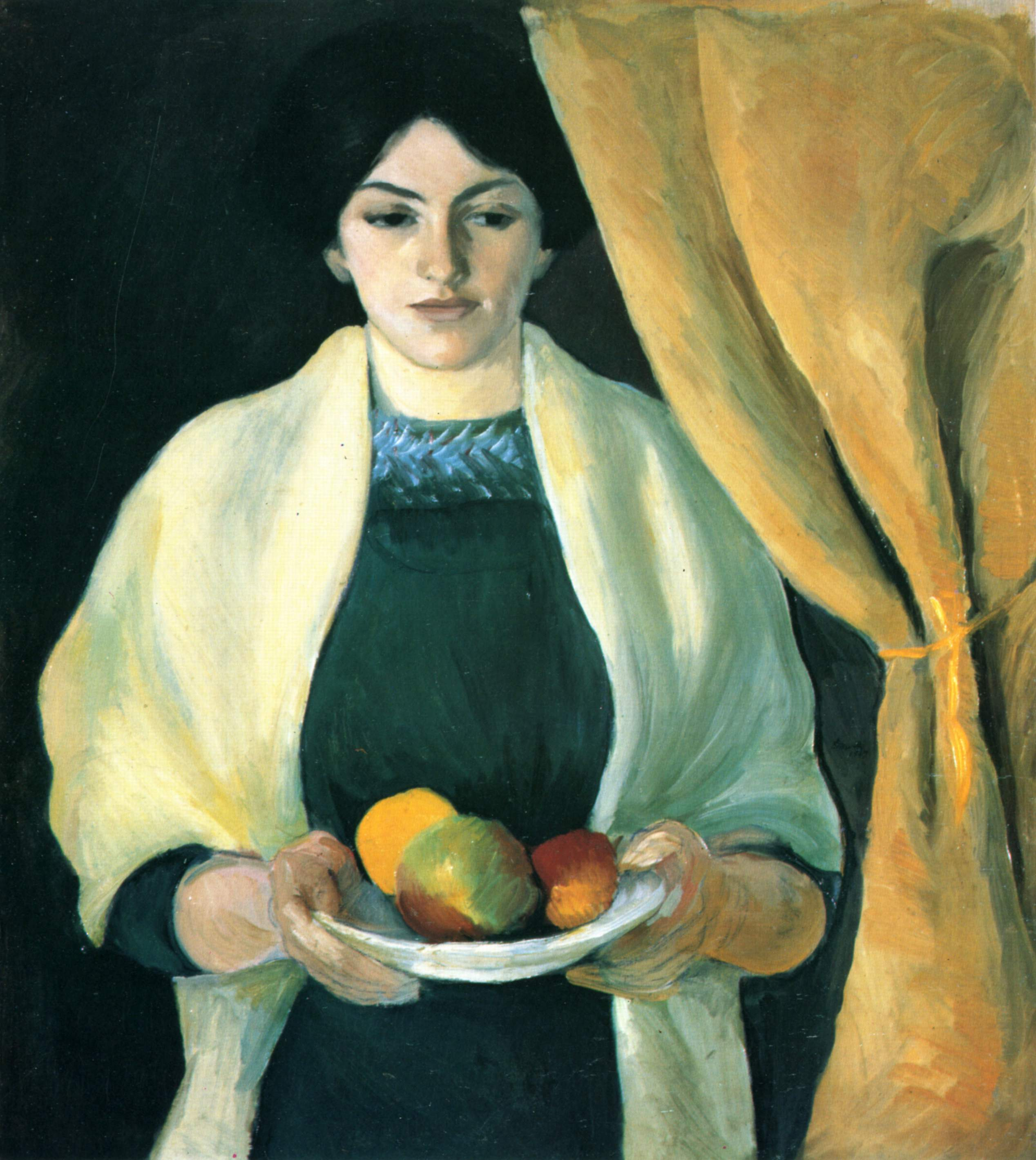
August Macke Portrait avec pomme (1909)
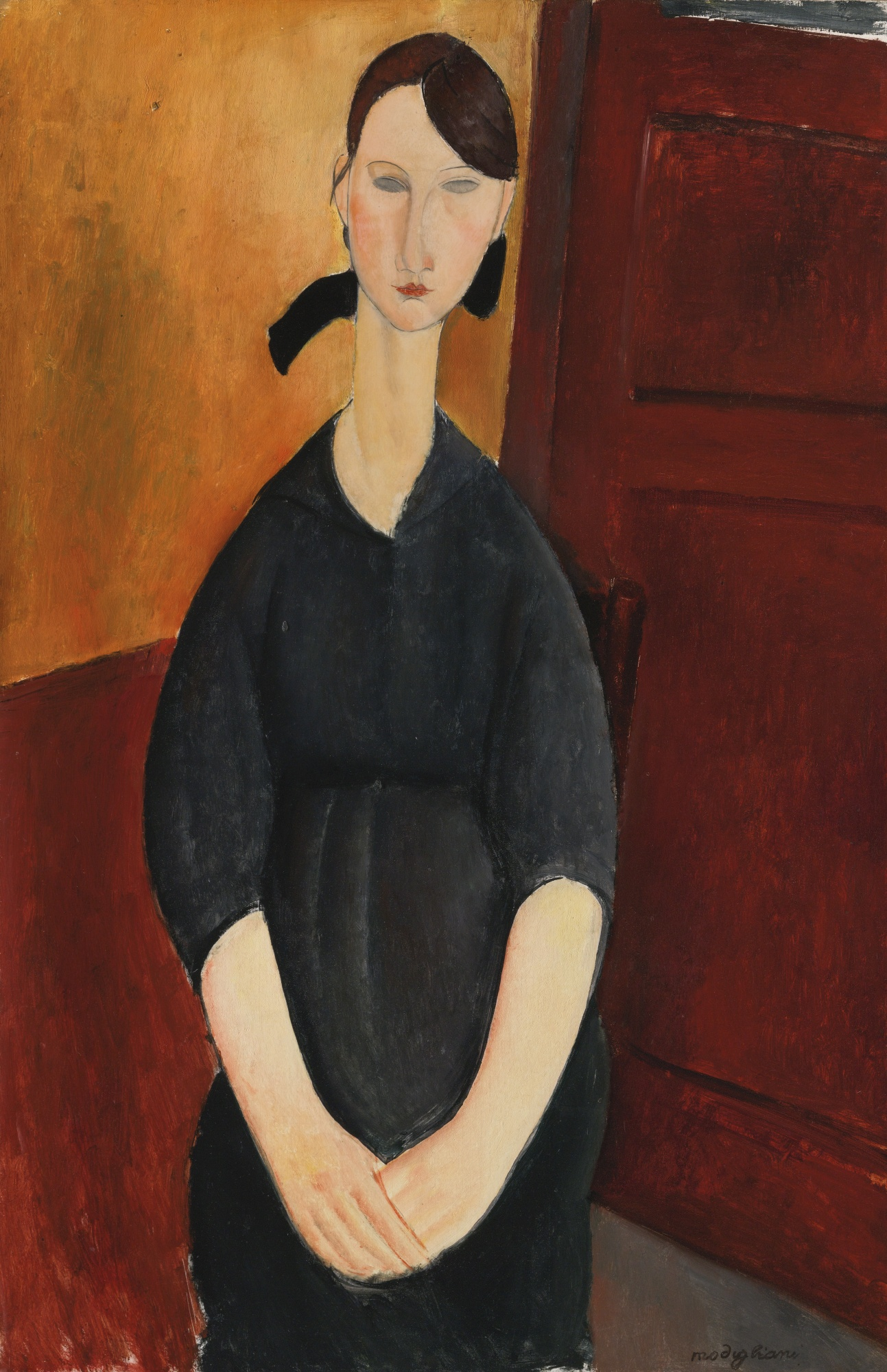
Amedeo Modigliani Portrait de Paulette Jourdain (1919)
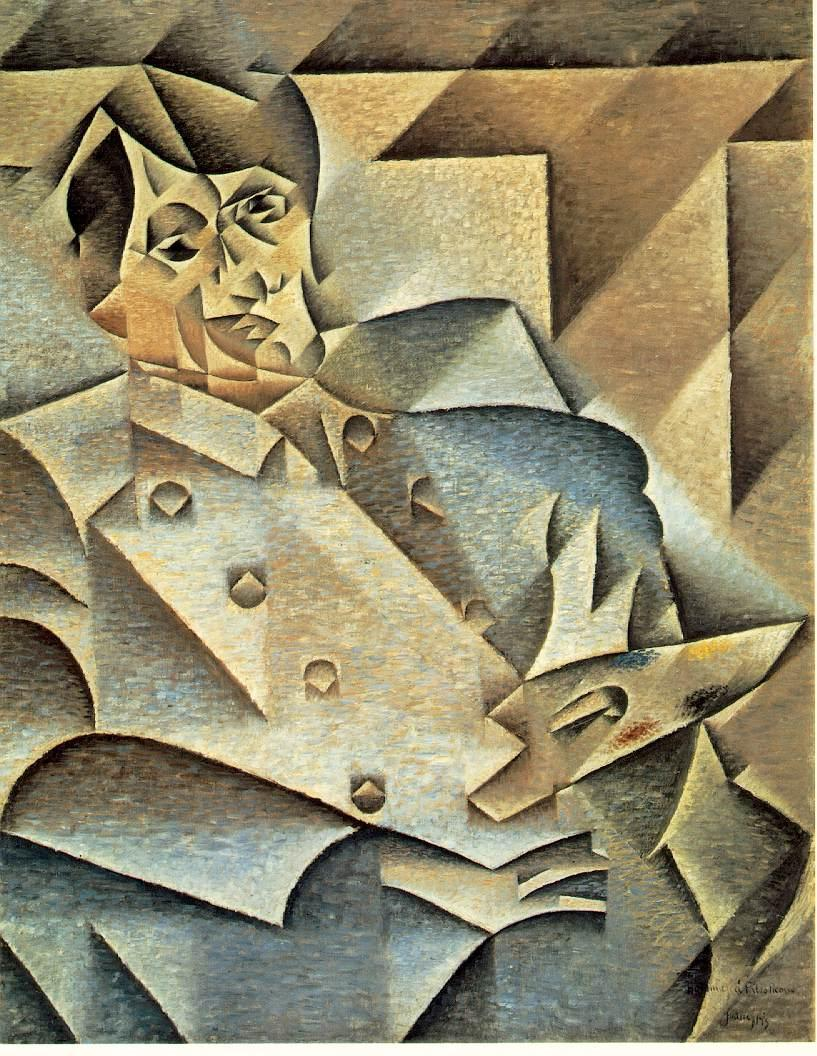
Juan Gris Portrait de Picasso (1912)

## Portrait littéraire
Le portrait devient à la mode en littérature au XVIIe siècle, sous l'influence de la société précieuse.
On va surtout le trouver dans le roman, par exemple chez Scarron qui l'utilise dans Le Roman comique, ou chez Madame de La Fayette dans La Princesse de Clèves. Molière l'exploitera aussi, par exemple dans la fameuse galerie de portraits dressée par Célimène dans Le Misanthrope.
Chez les auteurs de mémoires comme le Cardinal de Retz ou Saint Simon, le portrait sert souvent de pause narrative, élogieux voire satirique, il sait faire valoir son auteur. Tous les moralistes que sont ces auteurs mais surtout La Bruyère ou encore La Rochefoucauld vont le développer.
Mais c'est surtout dans les romans du XIXe siècle que le genre du portrait devient incontournable. Il va servir à définir les personnages selon trois critères fondamentaux, abondamment croisés.
Critères physiques: traits du visage, allure, pose du corps.
Critères psychologiques, moraux: sentiments, caractère, pensées des héros.
Critères sociaux: appartenance à un milieu défini, vêtements, habitat, langage, métier, fréquentations, idéologies.
Les écrivains du XIXe siècle vont même s'appliquer à observer et à examiner les caractères d'après le physique des individus d'où les nombreuses comparaisons animales qui émaillent les œuvres de Balzac ou de Zola.
En outre le portrait peut prendre des formes très différentes.
Il peut se présenter sous forme argumentative.
Il peut être positif ou négatif, faire l'éloge ou le blâme d'un personnage.
Il peut être purement narratif et renseigner simplement sur le héros.
Il peut témoigner, en donnant le point de vue en focalisation interne d'un personnage.
Il peut être purement documentaire et révéler les conditions de vie difficiles ou aisées des protagonistes.
Il peut être imaginaire et poétique, par exemple dans l'évocation d'un personnage rêvé, mort, irréel ou encore absent.
Il peut aussi être réaliste et contribuer à rendre vraisemblable un type de personnages. Enfin le portrait se doit d'être au service du langage : décrire, c'est savoir manier le détail à la nuance près, avec art.
Disons donc que le portrait a toujours un objectif et une fonction. Il est le reflet, la traduction des intentions de l'auteur ou du personnage qui l'emploient et il est indispensable pour bien comprendre le récit qui l'utilise et dans lequel il est inséré.